# フォード・チャレンジャーV8
チャレンジャーV8（Challenger V-8、チャレンジャー・ブイエイト）は、20世紀後半にフォード・モーターが北米で製造していた中型乗用車用の小型V型8気筒エンジンである。フォード、リンカーン、マーキュリーに広く用いられた。

## 概要

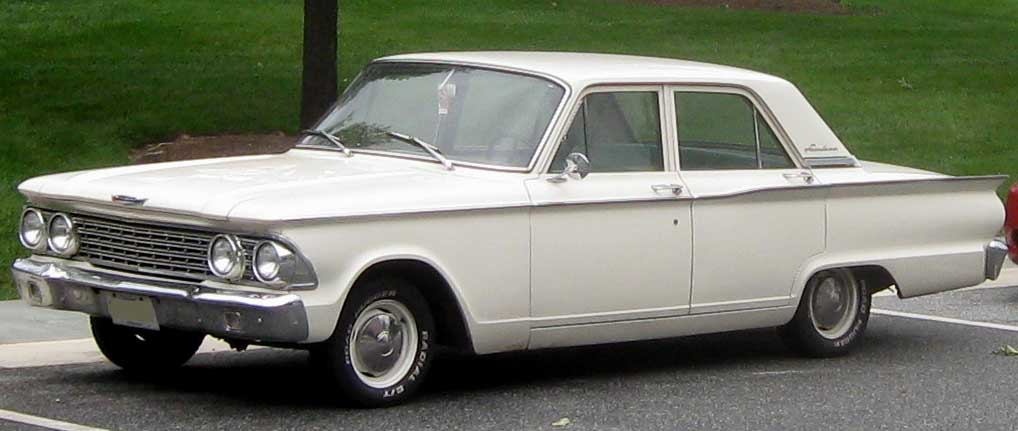
1962年型フェアレーン (タウンセダン)

フォード・モーターが1961年11月 (1962型式年度) の発表となる第4世代フォード・フェアレーン (Ford Fairlane) の動力として、それと同時開発したV型8気筒エンジンである。元来フォードとマーキュリーの中型乗用車用であったが、元から非常に意欲的かつ先進的であり、発展性をも兼ね備えた構成であったことから、1980年代には石油危機によりダウンサイジングされたリンカーンにも採用されるなどフォード・モーターの主力エンジンとして長く重用された。新世代エンジンへの更新によって北米の製造設備が閉鎖されたのは2001年であった。
第二次世界大戦後のフォード・モーター製8気筒エンジンとしては、DFVなどの特殊エンジンを除けば排気量が最も小さく、原型の3.62リットル (L) から漸増するものの、原型のシリンダーブロックでは4.94 Lが実用上の限度であり、5.77 Lに増加するにあたりシリンダーデッキを嵩上げしている。米国におけるV型8気筒としては比較的小型であることから、一般的に「スモールブロック」(Small Block) に分類される。
その素性の良さは競技用にも適しており、1960年代後半から1970年代にかけて北米と欧州のロードレースで優秀な成績を数多く上げた。また、その知見を踏襲した純競技用エンジンの設計基礎ともなっている。
製造はウィンザー・エンジン工場 (カナダ、オンタリオ州ウィンザー) で行われた。後に若干大きな排気量域を担うエンジンシリーズがクリーブランド第2エンジン工場 (オハイオ州ブルックパーク、2012年閉鎖) で始まるが、この二者はシリンダーブロックの基本寸度を共有することから同一排気量となる351型が並立したため、非公式にウィンザー (Windsor) とクリーブランド (Cleveland) それぞれの頭文字"W"と"C"を型式の末尾に付すのが通例となっている (351W、351C)。またシリーズ全体をウィンザー・エンジンとクリーブランド・エンジンで呼び分ける場合もある。

## 実用化までの経緯
1950年代後半にフォード・モーターが行った市場調査および研究は、購買層が望む高性能なコンパクトカーのフォード・ファルコン (およびマーキュリー・コメット) の市場投入に結実するが、同時にスタイリッシュなミディアムカーには高い信頼性と低い燃料消費率の要求も確認された。これに応えるため次の第4世代フォード・フェアレーンと、姉妹車種の第2世代マーキュリー・ミティアには新型エンジンが必要であると結論され、基幹機である直列6気筒のマイレージメーカーシックス (Mileage Maker Six) とV型8気筒のサンダーバードV8 (Thunderbird V-8) スモールブロックを同時に更新する目的で、新型フェアレーン (およびミティア) と共に開発が始まった。これにあたりエンジンアンドファンダリー部 (Engine and Foundry Division) では設計、製作、実験を行う専任タスクフォースが組織される。
総排気量と気筒配置は210から230立方インチ (3.45から3.77 L) の範囲でV型8気筒に決定された。車体設計部署からの要求で最大幅は20インチ (51センチメートル (cm)) を上限とし、全高もファルコンなどに用いれている新型直列6気筒のスリフトパワーシックス (Thrift-Power Six, 総排気量2.36 L) と同程度を目標とされ、これら寸度制限から既定排気量の範囲内で最適なシリンダー内径、ピストン行程、コネクティングロッド長、コンプレッションハイトが追求された。素材は実績の高さから鋳鉄が選ばれるが、アルミニウム合金で構成するのに匹敵する軽量性を実現するため、実験には光弾性など多くの高い技術が惜しみなく投入された。実験機と試作生産機は総数500機以上製作され、延べ1万7,000時間の台上試験と25万マイル (約40万キロメートル) 以上の走行試験が米国内のあらゆる土地環境で実施された。

## 構造および機構
ガソリンを燃料とするオットーサイクル機関である。シリンダー冷却は加圧水を強制循環する水冷式を採用している。
二組の直列4気筒が1本のクランクシャフトを共有し、各列がそれぞれ外方へ45度ずつ傾いたV型8気筒配置である。全シリンダーはウォータージャケットとスカートと共に一体鋳造されシリンダーブロックを形成している。シリンダーヘッド、ブロックとも素材は鋳鉄であるが、各所の大型被覆部品にはアルミニウム合金も用いられている。ブロックは最新の鋳造法により非常に肉薄であるのに加え、フォード・モーターがYブロックと称してV型8気筒に10年来採用している裾が深く高剛性なディープスカート式から一転して、裾がメインジャーナル (クランクシャフトの回転中心軸) 芯の高さまでしかないハーフスカート式を採用し大幅な軽量化を達成している。これら軽量化手法は剛性との交換関係にあるが、適所適度にリブを設けたり、各部形状の工夫により十分な剛性も確保されている。ヘッドは吸気ポートと排気ポートを交互に並べて熱の分散と均等化を図るとともに、排気ポートの周囲にウォータージャケットを配して排気熱が周囲へ与える影響を抑制している。
燃焼室はシリンダーヘッドを窪ませたウェッジ型であり、シリンダー直径に寄せられているため、スキッシュエリアはシリンダー両端に分け合うように形成されている。吸排気バルブはポペット式で、1気筒当たり吸気、排気各1本が並行配置され、全16組となるプッシュロッドとシーソー式ロッカーアームを介して1本のカムシャフトが開閉制御している (OHV)。カムシャフトは直下のクランクシャフトからサイレントチェーンで駆動される。混合気の吸気装置はエンジンバレーに位置し、排気系は気筒列外側となるため、ターンフロー式ではあるが出入口は対極となる。バルブはエンジンバレー側へ傾倒しているため、排気はシリンダーヘッド内を反転して外側へ誘導される。
クランクシャフトは5組のプレーンベアリングで支持されている。メインジャーナルと接する部位の素材はバビットメタルであり、厚い油膜を維持するためキャップ側にはオイル構を設けていない。クロスプレーンクランクであり、比較的重いカウンターウェイトを備える。
潤滑方式はウェットサンプであり、オイルポンプには当時としては最新のトロコイド式を採用している。ウォーターポンプは高効率の逆湾曲ベーン式で、素材はフロントカバーと共にアルミニウム合金である。
| サイクル               | オットーサイクル     |
| 気筒配列               | 90度V型8気筒         |
| ボアピッチ インチ (cm) | 4.38 (11.13)         |
| クランク軸             | 5軸受クロスプレーン  |
| 潤滑方式               | ウェットサンプ       |
| 冷却方式               | 加圧水強制循環式水冷 |

## 各型
※リンカーンマーキュリーでは基本的に名称を定めなかったが、時期と車種または等級によっては「ライトニングV8」("Lightning V-8") や「サイクロンV8」("Cyclone V-8") などと呼称する場合もあった。
キャブレターに関し、以下断りなき場合は全て数量は1基、吸気流方向はダウンドラフト (降流) 式、メイクを記していない場合はオートライトまたはモータークラフト (いずれもフォード・モーターの当時または現グループ会社) の製品とする。

### チャレンジャー221V8
(Challenger 221 V-8)

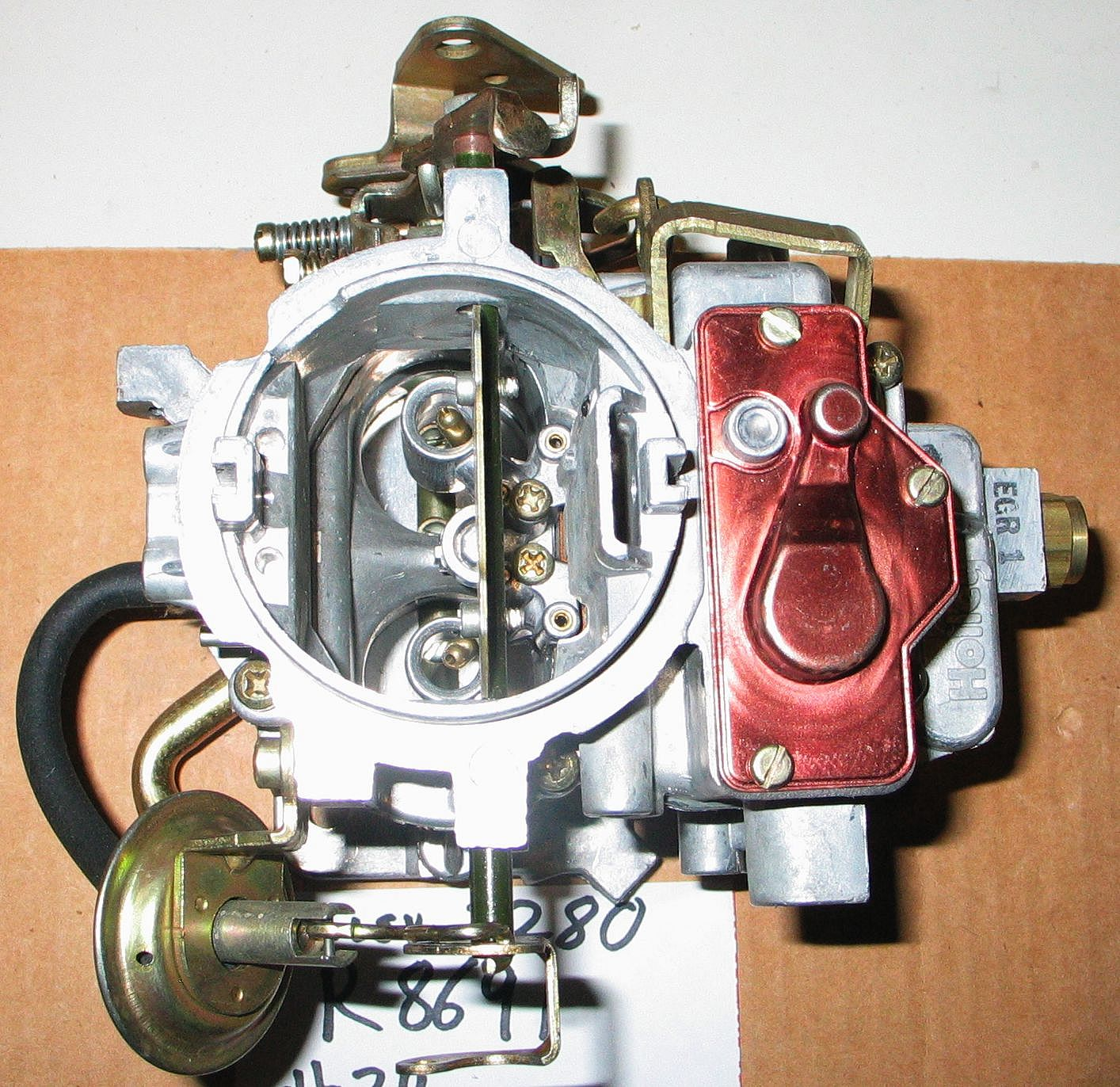
2バレルキャブレター

原型であり、1961年11月に実用化され1963年9月に生産終了した。当初は「フェアレーン221」と呼ばれていたが、僅かの後に排気量拡大型の260が追加されたのに伴い、シリーズ全体の名称として「チャレンジャーV8」が採用され、当機を特定する場合は排気量由来の221が付記された。
油圧式バルブリフター、水冷式キャブレタースペーサー、オートチョーク付きキャブレター、全クロームメッキ仕上げトップリング、ヒートダム付きアルミニウム合金ピストンなど、高度な技術や当時の最新装置がふんだんに投入されている。また、ピストンはオートサーミック式が採用されている。キャブレターは2バレル (2スロート1ステージ) で、混合気は鋳鉄の吸気マニホールドで分配される。
AC・コブラの着想元となったエンジンであり、英国で試作初号車 (エース3.6) の試験走行に用いられた。
| デッキ高 インチ (cm)                                             | 8.21 (20.85)                |
| 総排気量 立方インチ (立方センチメートル (cm3))                   | 220.9 (3620)                |
| シリンダー内径×ピストン行程 インチ (cm)                          | 3.50 (8.89) × 2.87 (7.29)   |
| 圧縮比                                                           | 8.70: 1                     |
| 燃料供給装置 (型式)                                              | ２バレルキャブレター (2100) |
| グロス最高出力 英馬力 (キロワット (kW)) @ 回転毎分 (rpm))        | 145 (108) @ 4400            |
| グロス最大トルク ポンドフィート (ニュートンメートル (N⋅m)) @ rpm | 216 (293) @ 2200            |
| 乾燥重量 ポンド (キログラム (kg))                                | 470 (213)                   |

#### 装備車種
- 1962-1963 フォード・フェアレーン
- 1962-1963 マーキュリー・ミティア

### チャレンジャー260V8
(Challenger 260 V-8)
シリンダー内径を拡大した排気量増加型である。その他は221との大きな差異はない。1962年3月に実用化され1964年9月まで生産された。
| デッキ高 インチ (cm)                        | 8.21 (20.85)                |
| 総排気量 立方インチ (cm3)                   | 260.4 (4267)                |
| シリンダー内径×ピストン行程 インチ (cm)     | 3.80 (9.65) × 2.87 (7.29)   |
| 圧縮比                                      | 8.80: 1                     |
| 燃料供給装置 (型式)                         | ２バレルキャブレター (2100) |
| グロス最高出力 英馬力 (kW) @ rpm            | 164 (122) @ 4400            |
| グロス最大トルク ポンドフィート (N⋅m) @ rpm | 258 (350) @ 2200            |
| 乾燥重量 ポンド (kg)                        | 482 (219)                   |

#### XHP-260

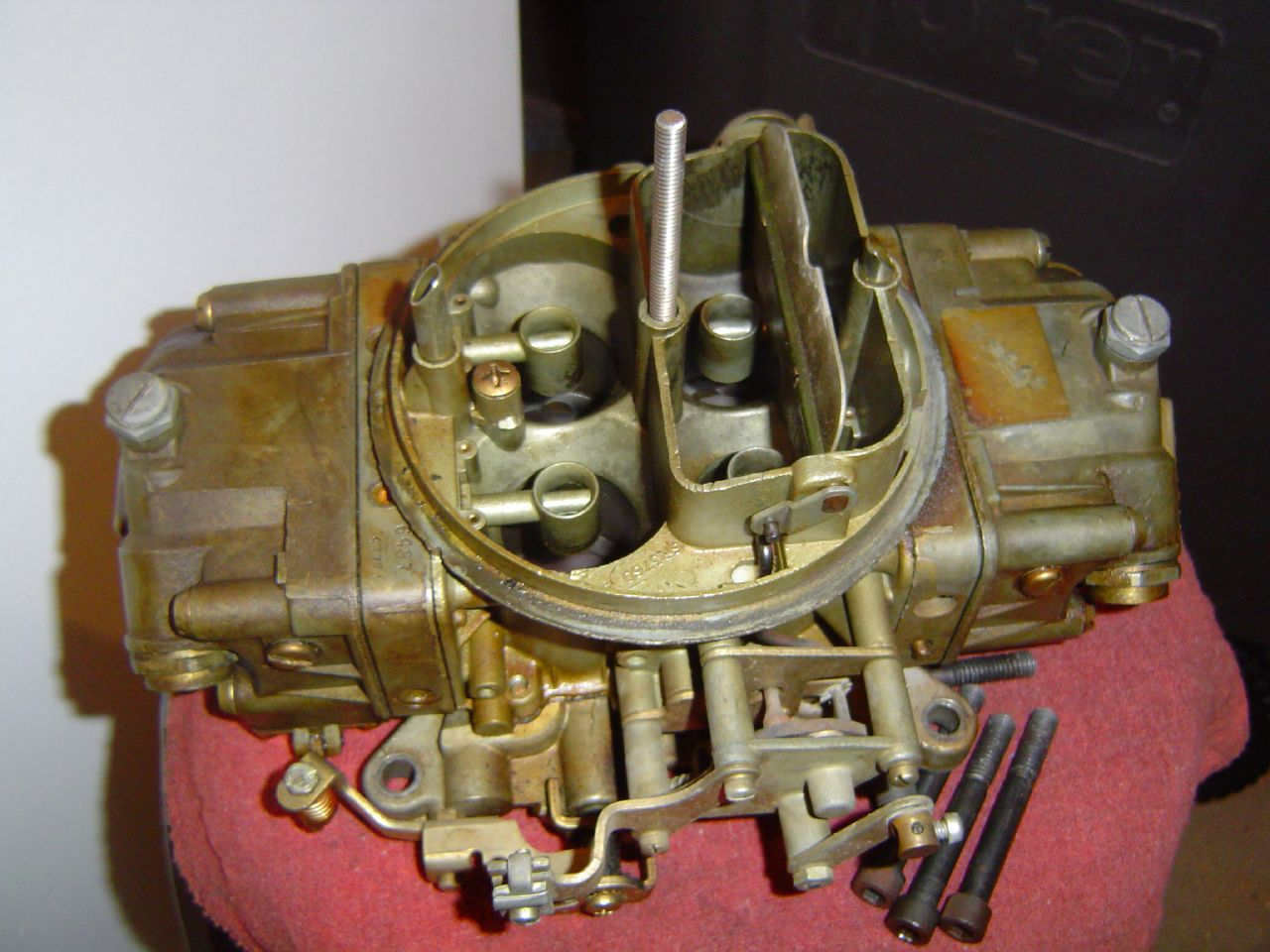
4バレルキャブレター。チョークバルブを備える右側2列が一次ステージのスロート。

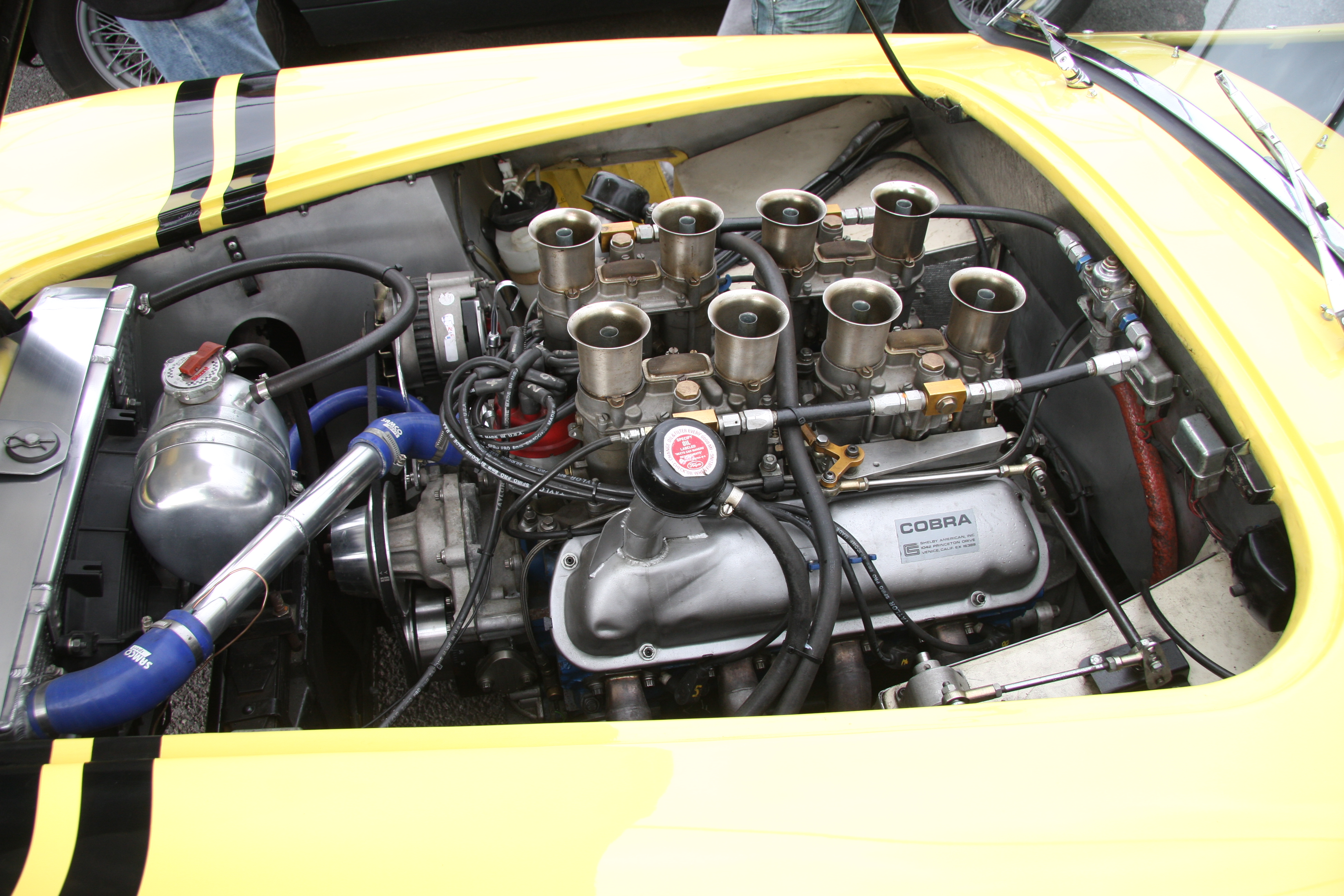
ウェーバー・キャブレター

1962年中に、国際自動車連盟 (以下、FIA) のツーリングカー公認を取得したフォード・ファルコンスプリントハードトップ (公認名称、フォード・1963ファルコンスプリント) のラリー用に少数機と、同グランドツーリングカー公認を取得するAC・コブラ (公認名称、シェルビーアメリカン・コブラ) 用に100機製造された。ホーリー・4バレルキャブレター (4スロート2ステージ) 、ソリッドバルブリフター、デュアルポイントディストリビューターなどを備え、機構部品の寸度、形状、材質が改良されている。これは後に289で実用化されるハイパフォーマンスの実験型といえる (XHP = Experimental High Performance)。圧縮比は標準が9.2対1 (10.0対1とする資料もある)、最高出力は5,800 rpmで260英馬力 (194 kW) である。そしてコブラ用は100機分用意されたウェーバー・2バレルキャブレター (2スロート1ステージ) 4基や高圧縮ピストンなどの競技用オプション部品を組み込むと公称最高出力335英馬力 (250 kW) となる。
1963年度のヨーロッパラリー選手権 (Championnat d'Europe des rallyes) 第2戦チューリップラリー (Tulpenrallye) と第6戦ジュネーブラリー (Rallye de Genève) において、ファルコンスプリントが総合優勝した。

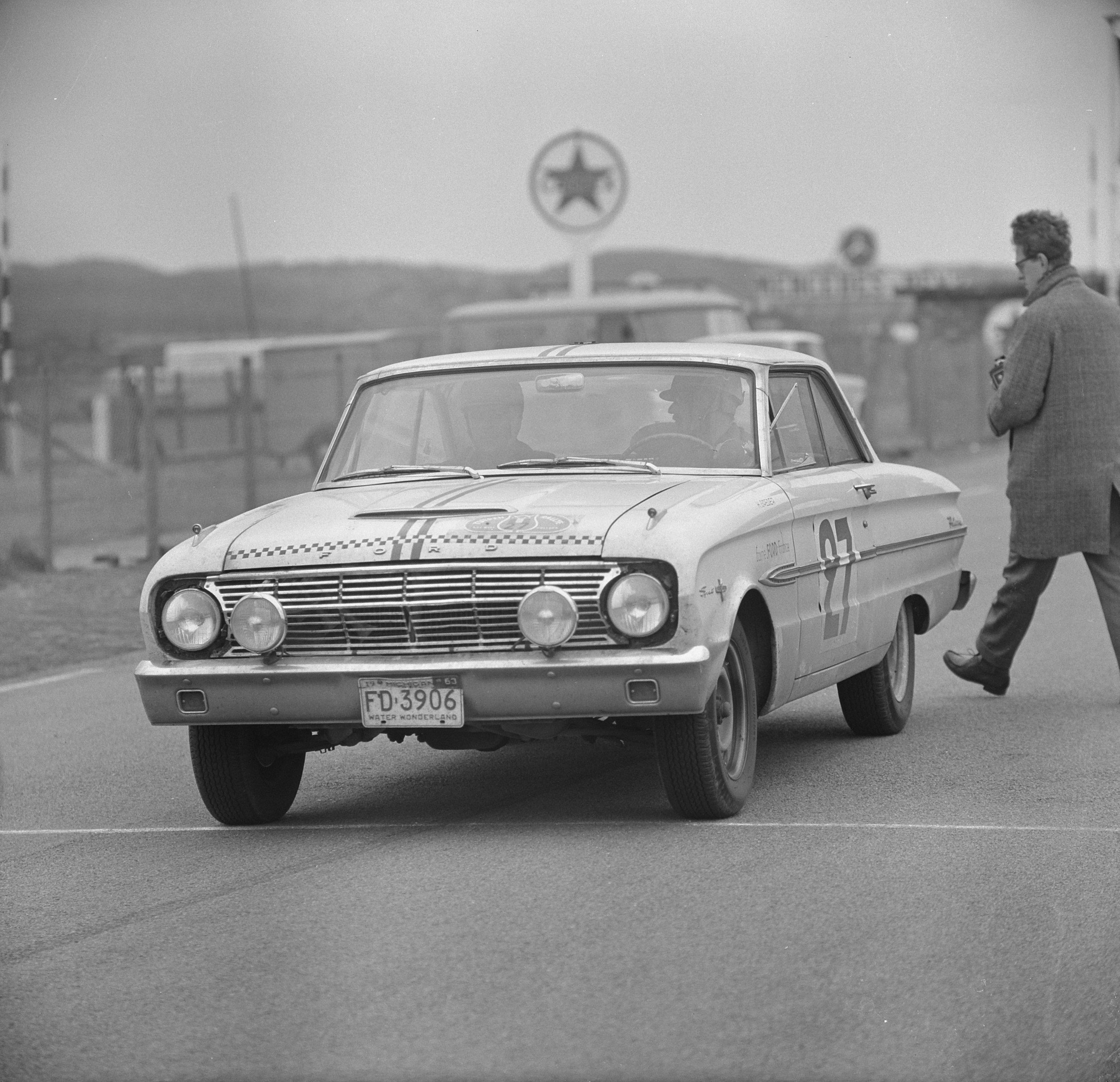
1963年チューリップラリーでのフォード・ファルコンスプリント (ラリー仕様)
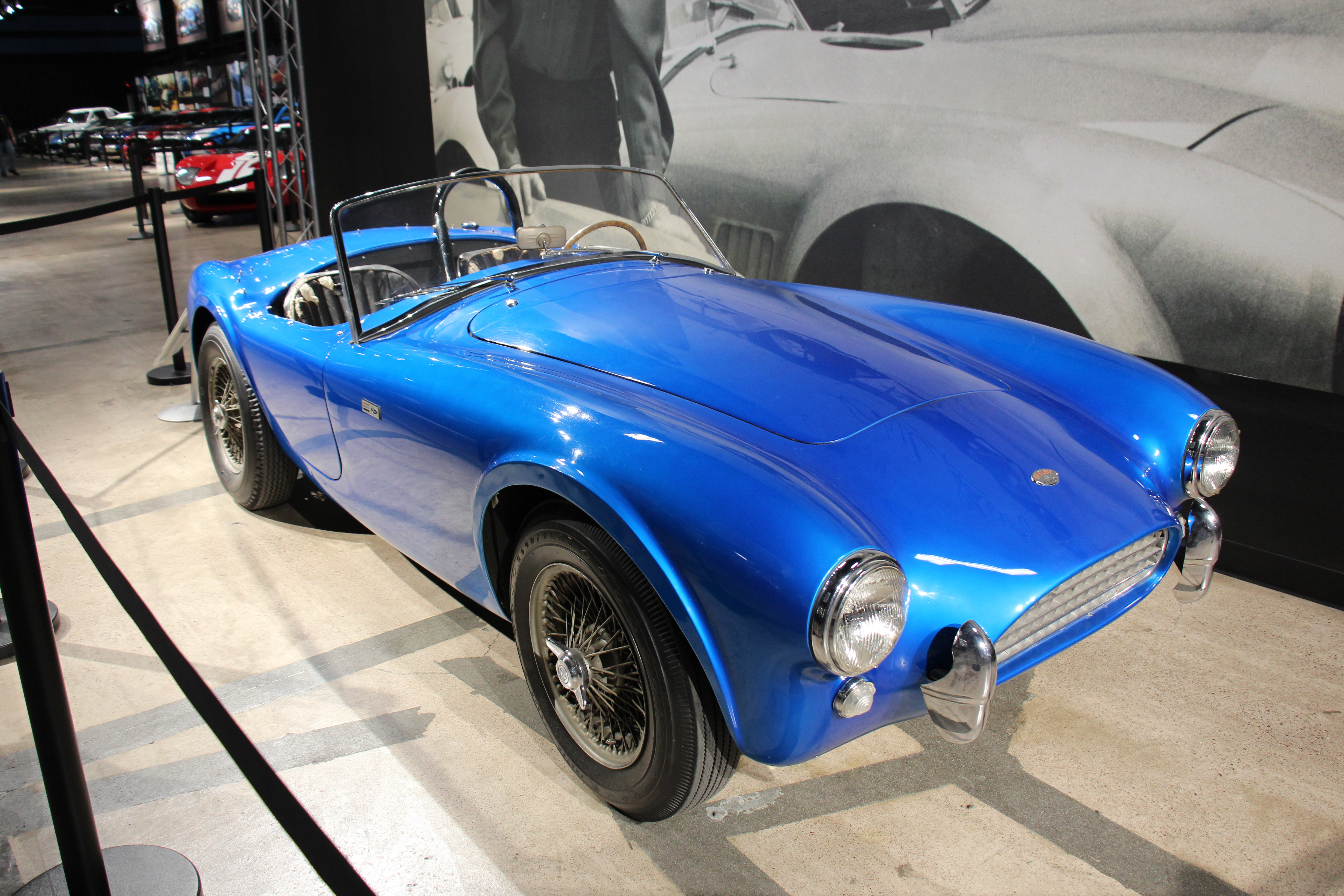
AC・コブラ

### チャレンジャー289V8
(Challenger 289 V-8)

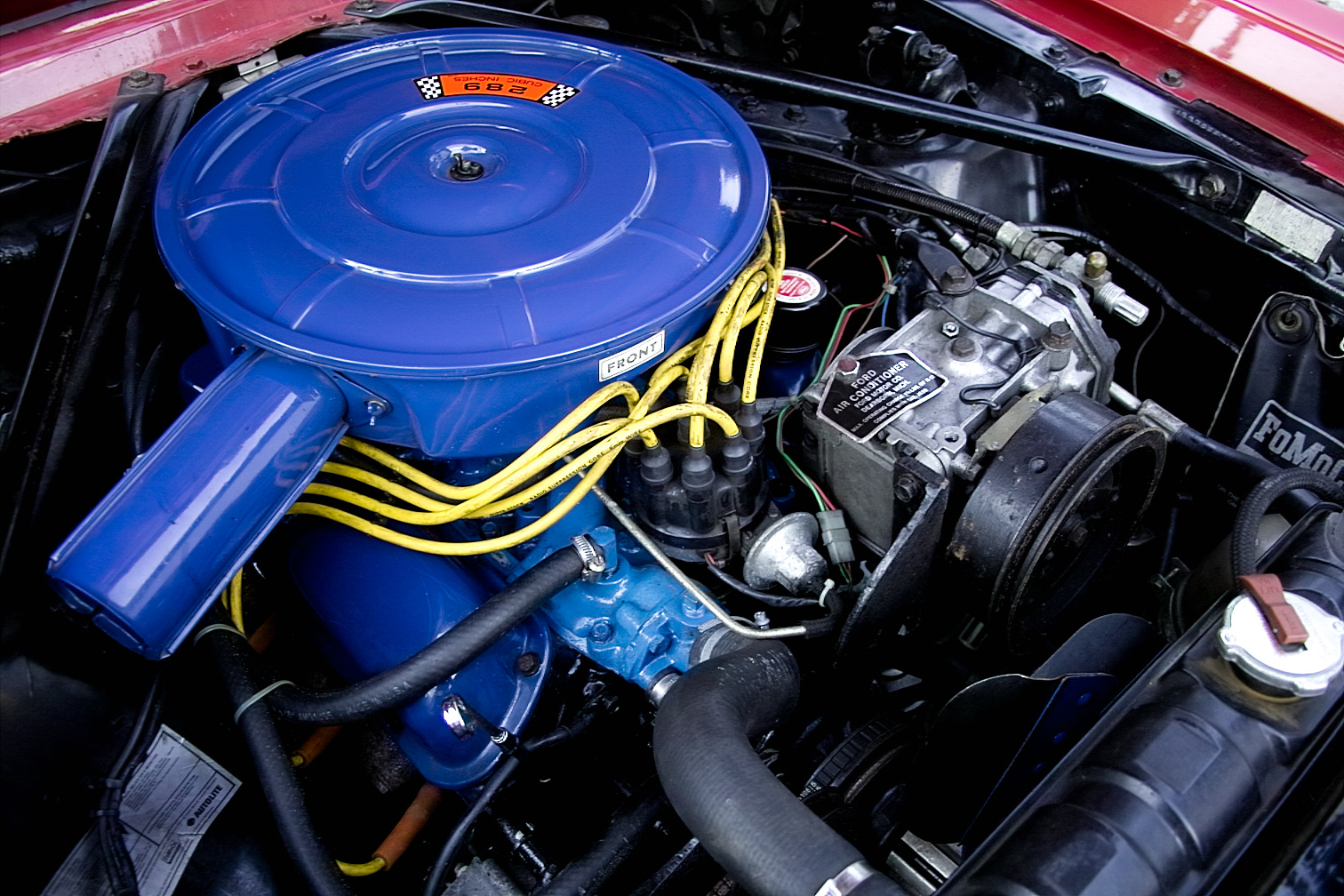
チャレンジャー289V8

260のシリンダー内径を拡大して1963年4月に実用化した排気量増加型である。260と構成上の大きな差異がない基本型に加え、XHP-260の手法を踏襲したチャレンジャー289ハイパフォーマンスV8 (High-Performance, 以下、HP) が設定され、いくつかのスポーティ車種に選択注文扱いとされたほか、AC・コブラの標準エンジンとなった。
1863年9月に基本型はキャブレターが2バレルと4バレルの2本立てとなった。
1964年9月に性能向上が図られ、4バレルキャブレター型はプレミアムガソリン指定のチャレンジャー289スペシャルV8 (Special, 以下、SP) となった。
1967年9月に302が実用化されたことに伴いSPとHPは生産終了するが、基本型は出力価を若干下げて1968年9月まで生産された。
| デッキ高 インチ (cm)                                                      | 8.21 (20.85) |
| 総排気量 立方インチ (cm3)                                                 | 288.5 (4728) |
| シリンダー内径×ピストン行程 インチ (cm)                                   | 4.00 (10.16) × 2.87 (7.29) |
| 圧縮比                                                                    | 基本型 1963年-1964年 9.00: 1, 1965年-1967年 9.30: 1, 1968年 8.70: 1 SP 10.00: 1 HP 10.50: 1                                                                              |
| 燃料供給装置 (型式) 定格流量 立方フィート毎分 (キロリットル毎分 (kL/min)) | 基本型 2バレル (2100) または4バレル (4100) キャブレター SP 4バレルキャブレター (4100) HP 4バレルキャブレター (4100) 480 CFM (13.6)                                       |
| グロス最高出力 英馬力 (kW) @ rpm                                          | 基本型 2バレル 1963年-1964年 195 (145) @ 4400, 1965年-1967年 200 (149) @ 4400, 1968年 195 (145) @ 4600, 4バレル 210 (157) @ 4400 SP 225 (168) @ 4800 HP 271 (202) @ 6000 |
| グロス最大トルク ポンドフィート (N⋅m) @ rpm                               | 基本型 2バレル 1963年-1964年 282 (382) @ 2200, 1965年-1967年 282 (382) @ 2400, 1968年 288 (390) @ 2600, 4バレル 300 (407) @ 2800 SP 305 (414) @ 3200 HP 312 (423) @ 3400 |

#### FIAグランドツーリングカー公認仕様
(AC・コブラ)

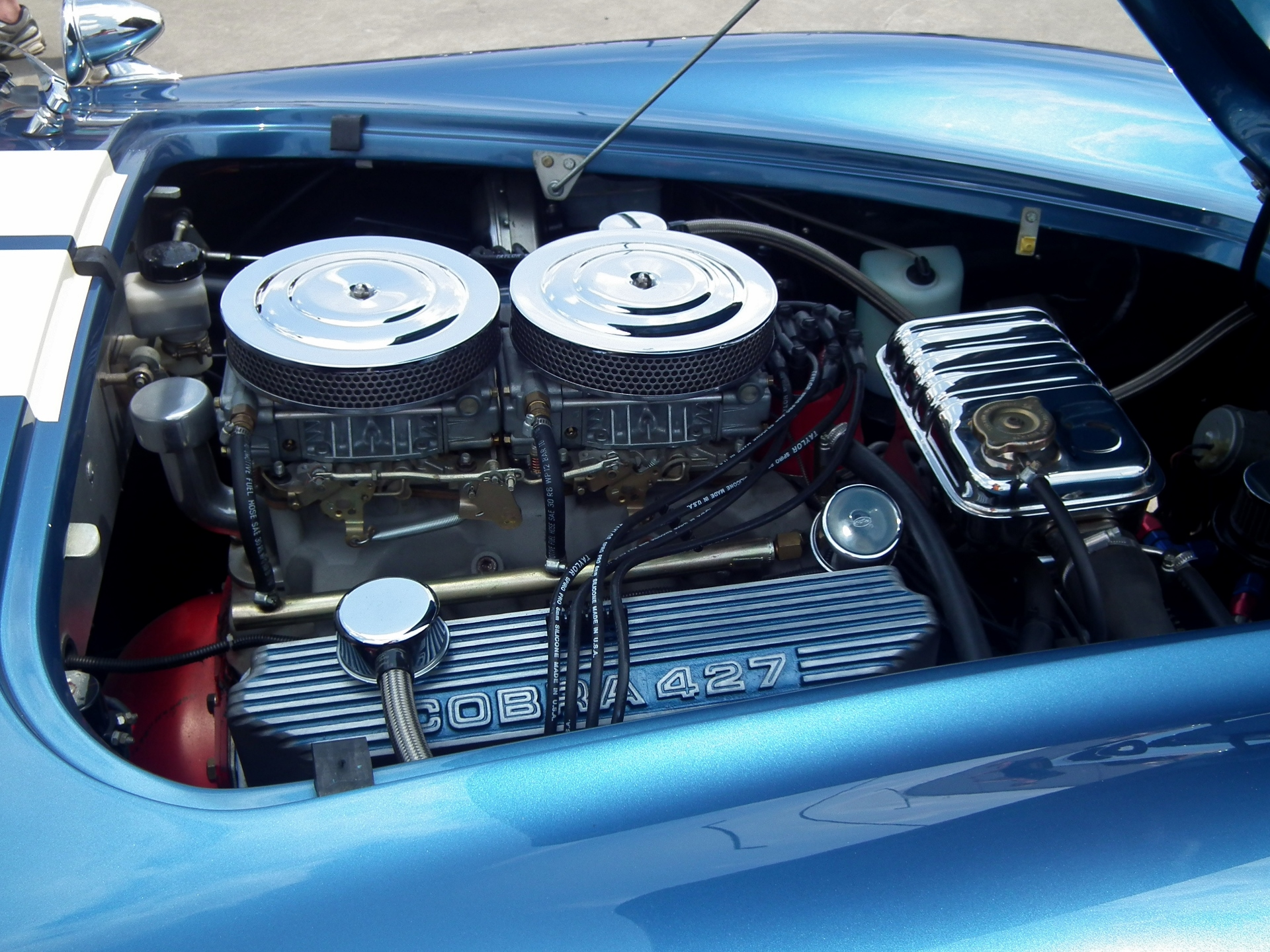
デュアルクワッド

1962年から翌年にかけて、FIAのグランドツーリングカー公認を取得するコブラ (公認名称、シェルビーアメリカン・コブラ) 用にHPのデュアルクワッド型とウェーバー・2バレルキャブレター4基型が製造された。最高出力はウェーバー・キャブレター仕様で公称385英馬力 (287 kW) である。
1965年度の世界グランドツーリング製造者選手権 (Championnat du Monde des Constructeurs Grand Tourisme) において、コブラのエアロダイナミックハードトップクーペ (デイトナクーペ) がディビジョンIII (エンジン排気量2.0 L超) 対象13大会のうち9大会で優勝し、シェルビーアメリカンがマニュファクチャラーズチャンピオンを獲得した。

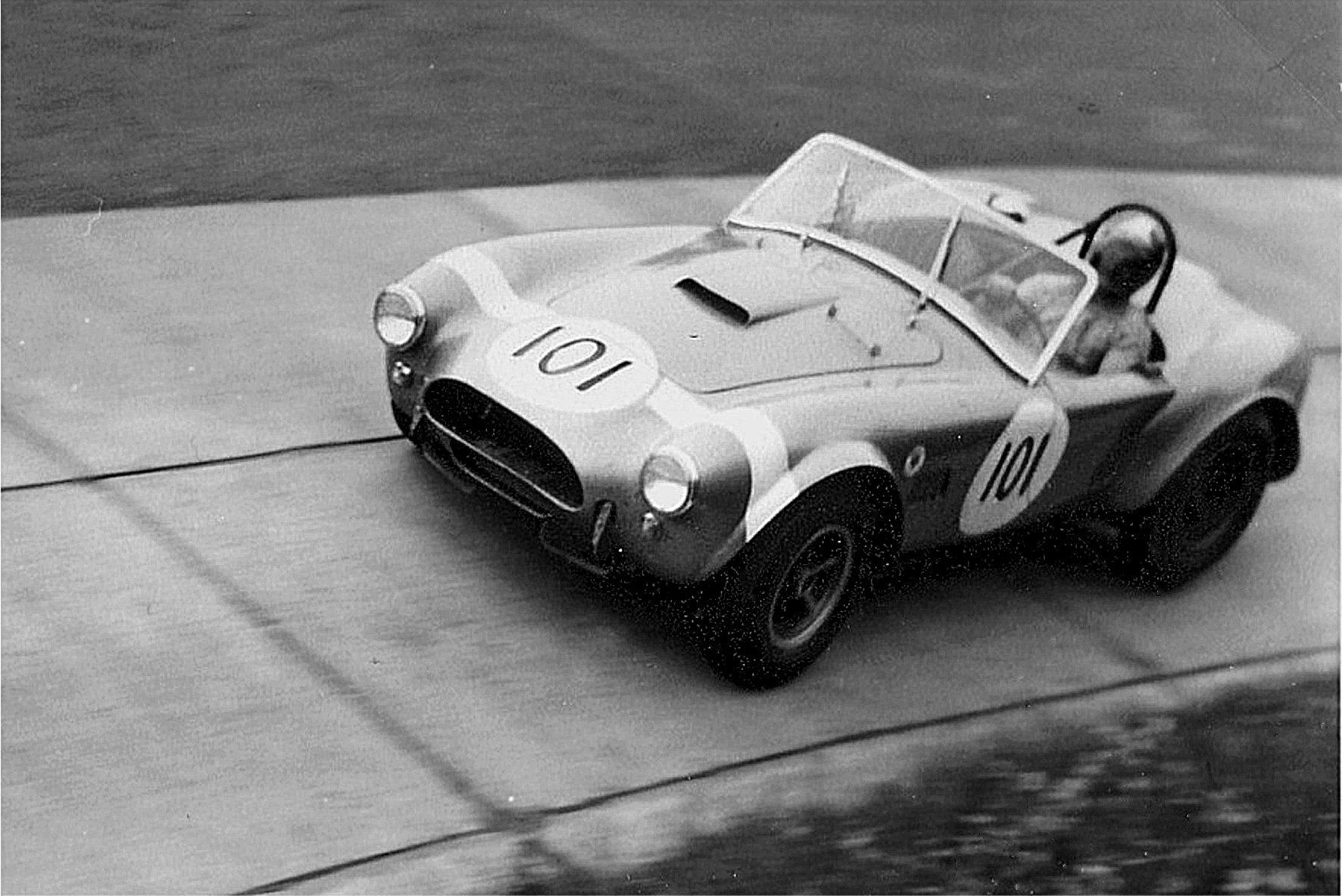
1964年ADAC1000 kmレースでのシェルビーアメリカン・コブラ289
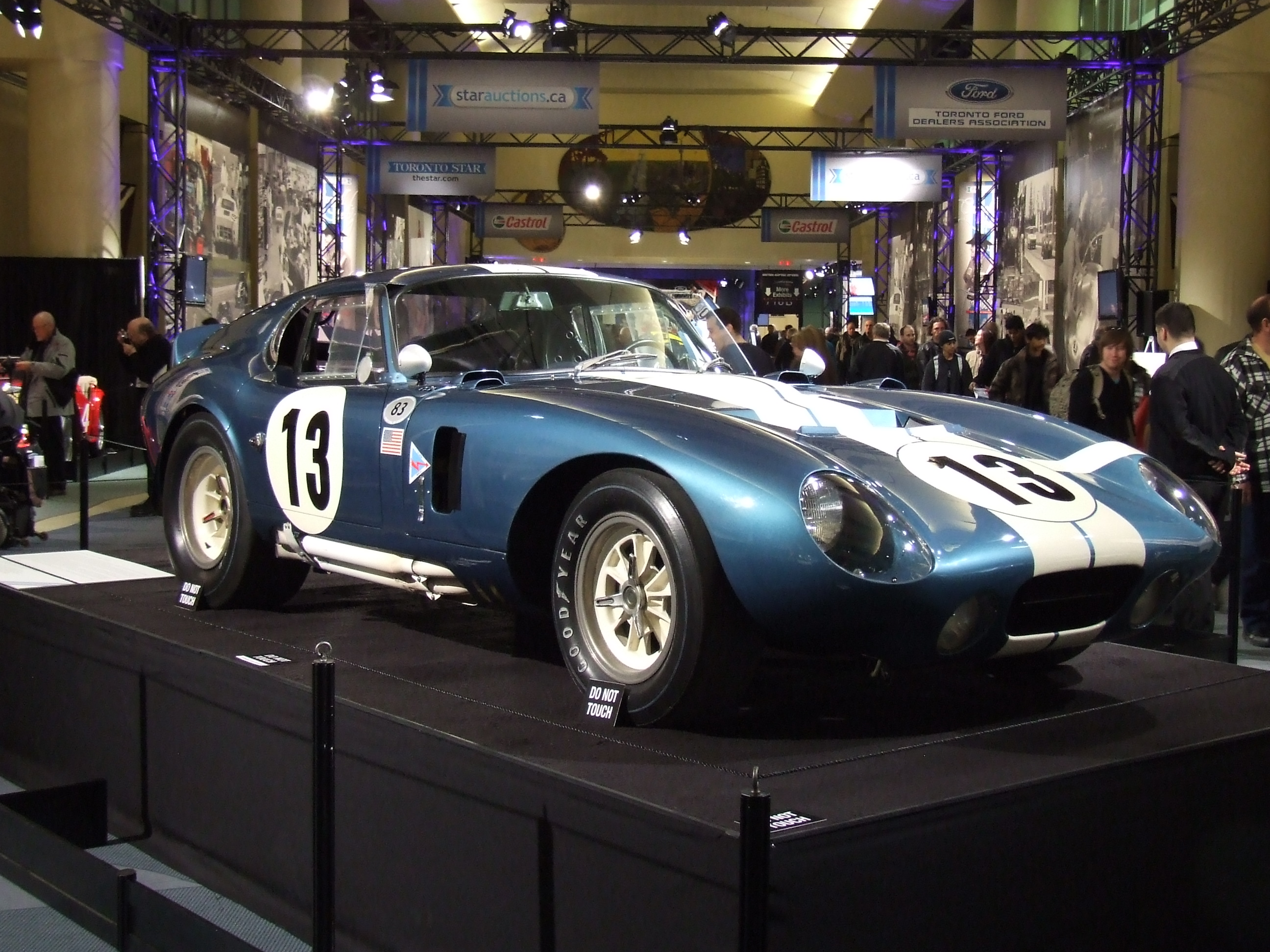
シェルビーアメリカン・コブラクーペ
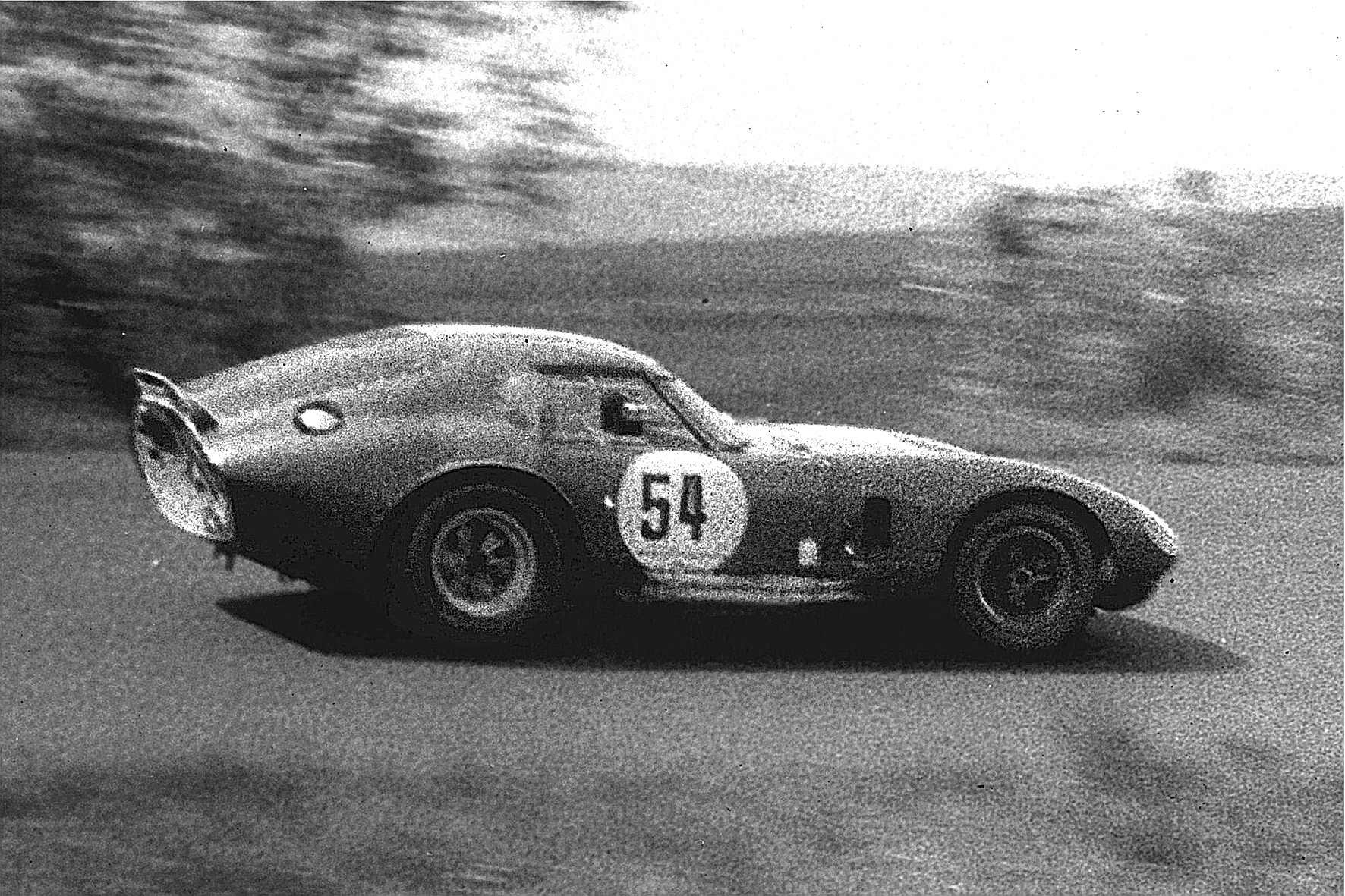
1965年ADAC1000 kmレースでのシェルビーアメリカン・コブラクーペ

#### FIAツーリングカー公認仕様
(フォード・ファルコン、フォード・マスタング)
1963年中期にFIAのツーリングカー公認を取得するフォード・ファルコンスプリントハードトップ (公認名称、フォード・1964ファルコンスプリント) 用にHPのカーター・デュアルクワッド型が製造された。これはキャブレター選択が異なる以外はコブラ用と同一構成である。その後、マスタングGTの公認用に1964年5月から6月 (同、フォード・1965マスタングMk.II) まで、1966年8月から9月 (同、フォード・1967マスタングハードトップ) まで、1967年8月から11月 (同、フォード・1967マスタング) まで、それぞれの期間に製造された。
SCCAトランスアメリカン・セダン選手権 (SCCA Trans-American Sedan Championship, Trans-Am, 以下、トランザム) の初年度である1966年は、マスタングGTを擁するフォードが全7大会のうち4大会に総合優勝し、2.0 L超クラスでマニュファクチャラーズチャンピオンを獲得した。続く1967年度のトランザムでは、昨年度と同じ体制のフォードが全12大会のうち4大会に総合優勝して2.0 L超クラスでマニュファクチャラーズチャンピオンを獲得し、同じくマーキュリー・クーガーを擁するリンカーンマーキュリーも4大会で総合優勝し第2位となった。

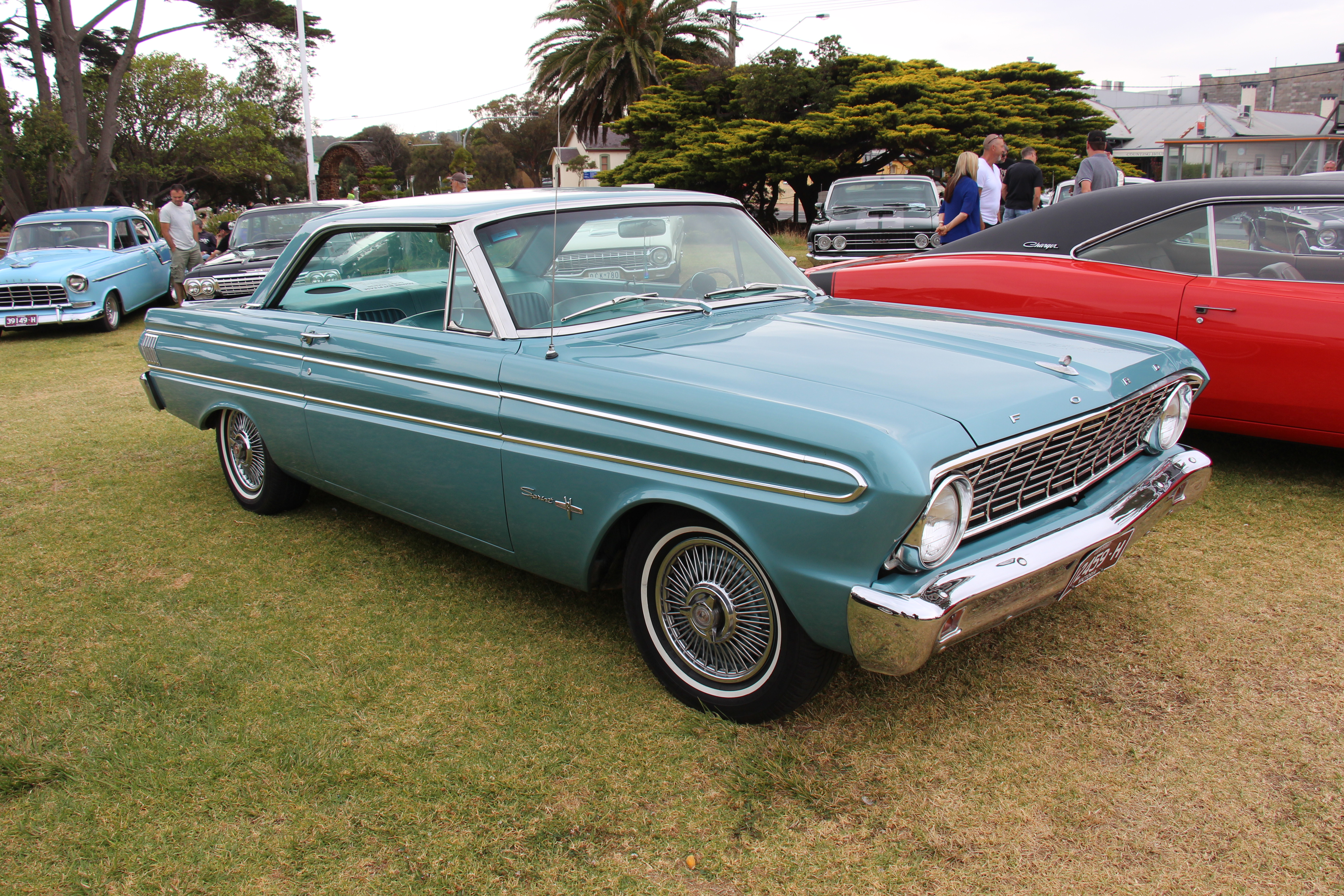
1964年型フォード・ファルコンスプリントハードトップ
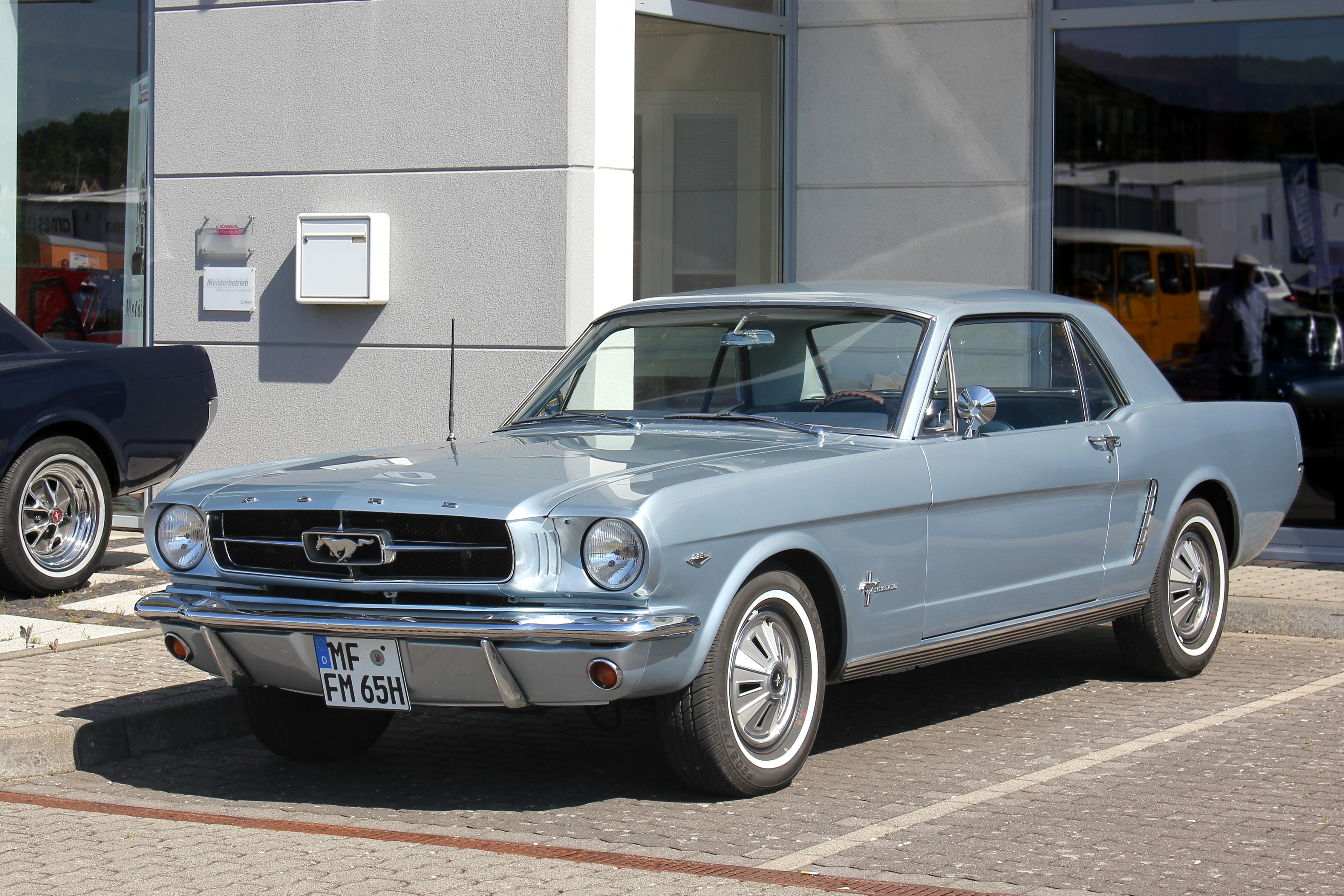
1965年型フォード・マスタングGTハードトップ
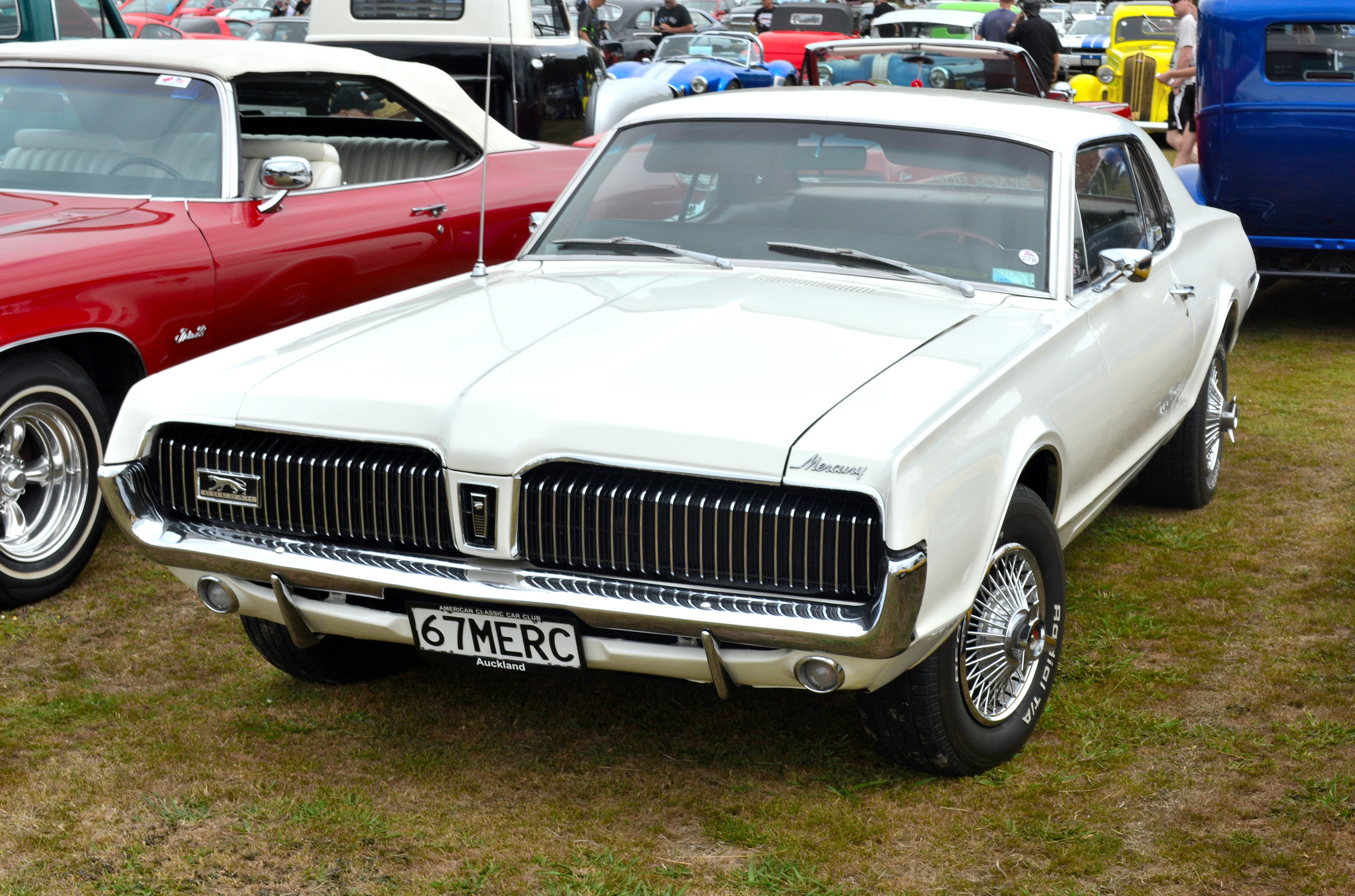
1967年型マーキュリー・クーガー

#### フォード・GT用
コブラ用のウェーバー・2バレルキャブレター4基型を欧州の燃料で稼働できるように調整してGTへ転用したものであり、最低限の必要機数のみ特別製造され、そのうちの1機は排気量増加型 (5.35リットル型、後述) である。
GT運用開始時からの動力であったプッシュロッド「インディアナポリス」GT (以下、「インディアナポリス」) は1964年前半の競技運用の結果、高性能 (軽量、高出力) ではあるもののメインベアリング基部を構成する隔壁の耐久性に不安要素が確認されたため、これに代替する動力として、7月のランス国際12時間から参加3車両のうち1車両で試用が始まり、これ以降完全代替して1965年6月のル・マン24時間まで運用された。後にFIA公認を取得するエンジン (GT40用、後述) の技術試験台としての役割を果たした。
軽合金で構成されている「インディアナポリス」に比べ50 kg以上重くなるが、出力で35英馬力 (26 kW) 上回る公称385英馬力 (287 kW) を600 rpm前後低い回転数で発生するため、扱いやすさと耐久性で利点があった。トランスミッションは「インディアナポリス」と同じコロッティ・4速トランスアクスルで運用を始めるが、故障が多かったため1965年4月のル・マン24時間サーキット試走会から1機にZF・5速フルシンクロトランスアクスルの試用が始まり、5月のADAC1000キロメートルレースから全機がこれに換装した。またコブラではウェットサンプであった潤滑方式はドライサンプに変更されたが、1965年から再びウェットサンプに戻すことで「インディアナポリス」との重量差を18 kgまで償還できた。

##### 5.35リットル型
ピストン行程延伸により排気量を5.35 Lに増加したもので、1965年に1機製造された。排気量を立方インチで表した325または326の呼び寸が用いられる場合もある。最高出力は公称425英馬力 (317 kW) である。5月のADAC1000キロメートルレースと6月のル・マン24時間で運用された。
- 総排気量 326.2立方インチ (5,346 cm3)
- 内径×行程 4.000インチ×3.245インチ (10.16 cm × 8.242 cm)

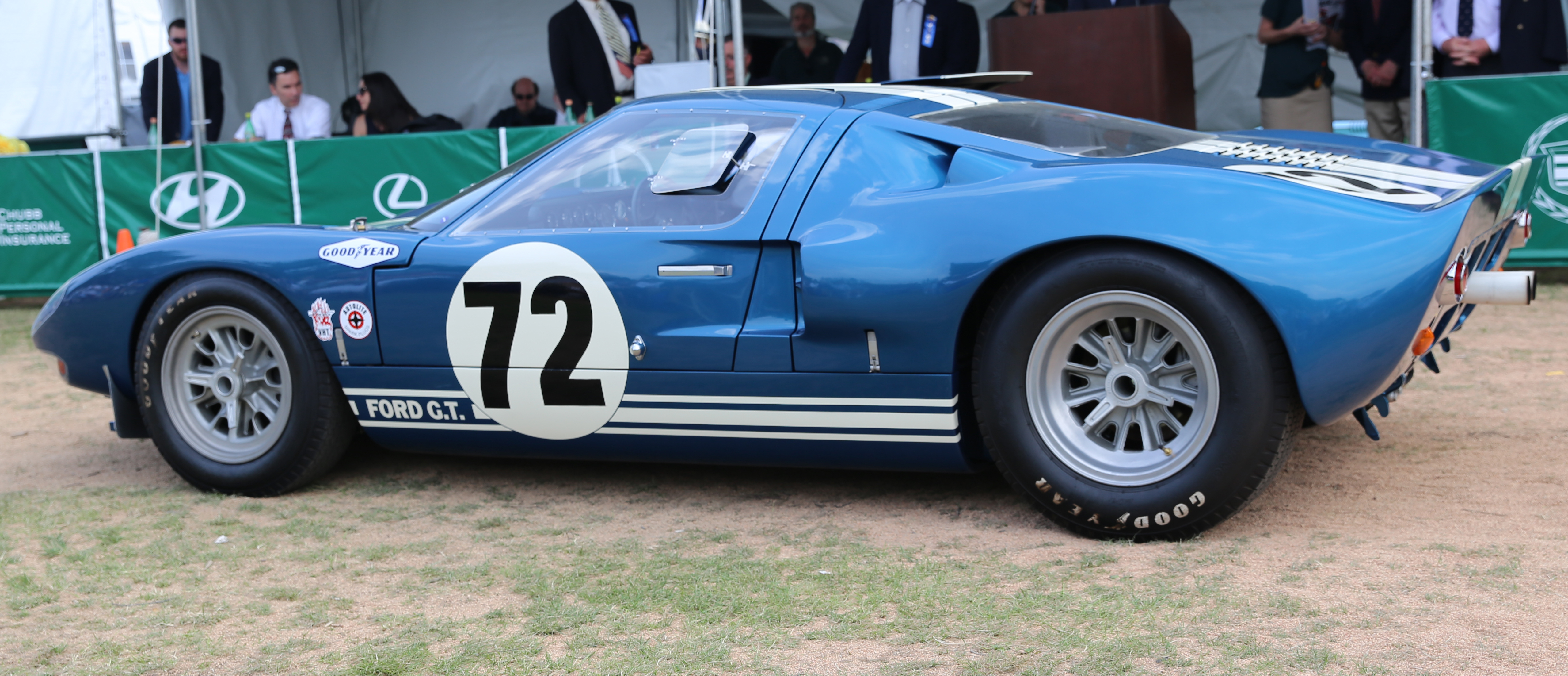
フォード・GT
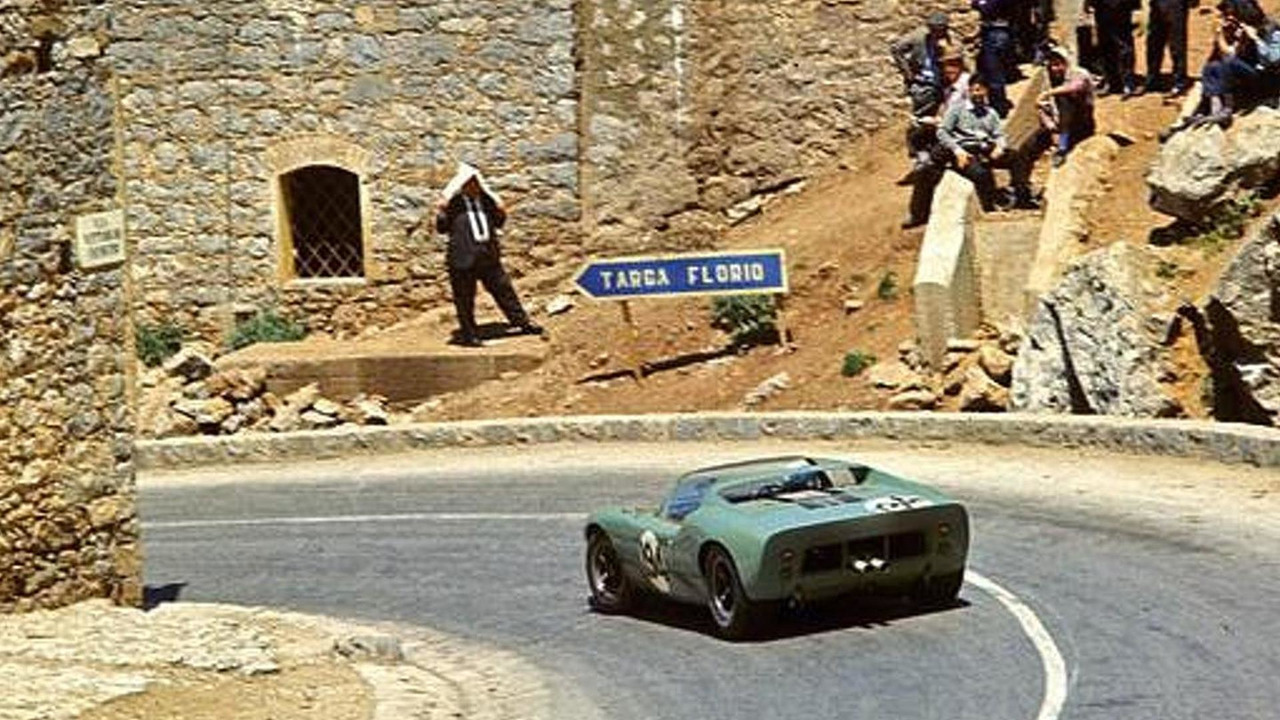
1965年タルガ・フローリオでのフォード・GTロードスター
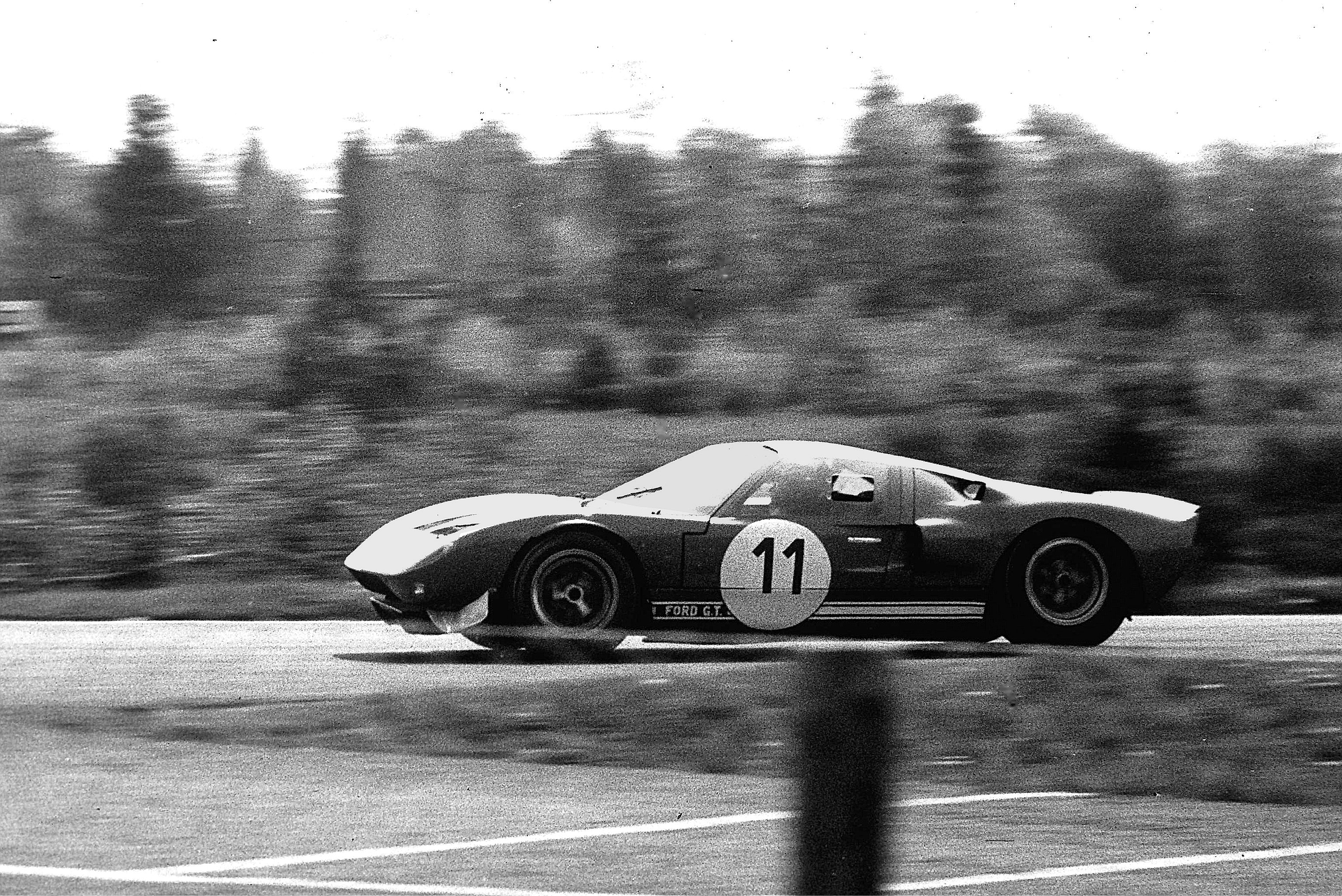
1965年ADAC1000 kmレースでのフォード・GT

#### FIAスポーツカー公認仕様
(フォード・GT40)
1966年早々にFIAのスポーツカー公認を取得する予定のフォード・GT40 (公認名称、同) 用に、特別製造のGTで競技用に開発されたエンジンをほぼ同仕様のまま50機製造された。
通常のチャレンジャーV8とは異なり、吸排気ポートの大きなシリンダーヘッドと肉厚を増したシリンダーブロックはいずれも専用の鋳型を用いており、「インディアナポリス」と同様の4ボルト式メインベアリングキャップが採用されている。吸気マニホールドはアルミニウム合金の鋳造である。GT40は本来競技用車として製造されており、圧縮比は10.0対1、最高出力は6,500 rpmで公称380英馬力 (283 kW) の仕様であるが、競技需要のみで50車両の売り抜きは困難であることから半数程度は乗用車として製造され、それらは圧縮比を下げるなどにより出力価が下げられた。
| 圧縮比                                      | 9.00: 1                                     |
| 燃料供給装置 (型式)                         | 2バレルキャブレター (ウェーバー・48IDA) 4基 |
| グロス最高出力 英馬力 (kW) @ rpm            | 335 (250) @ 6250                            |
| グロス最大トルク ポンドフィート (N⋅m) @ rpm | 330 (447) @ 5800                            |
| トランスミッション                          | ZF・トランスアクスル5速フルシンクロ         |

1966年のスポーツカー国際選手権 (Championnat International des Voitures de Sport) ではディビジョンIII (エンジン排気量2.0 L超) 対象9大会のうち6大会で優勝し、フォード・モーターがマニュファクチャラーズチャンピオンとなった。1967年の同選手権では対象10大会のうち7大会で優勝し、2連覇を果たした。

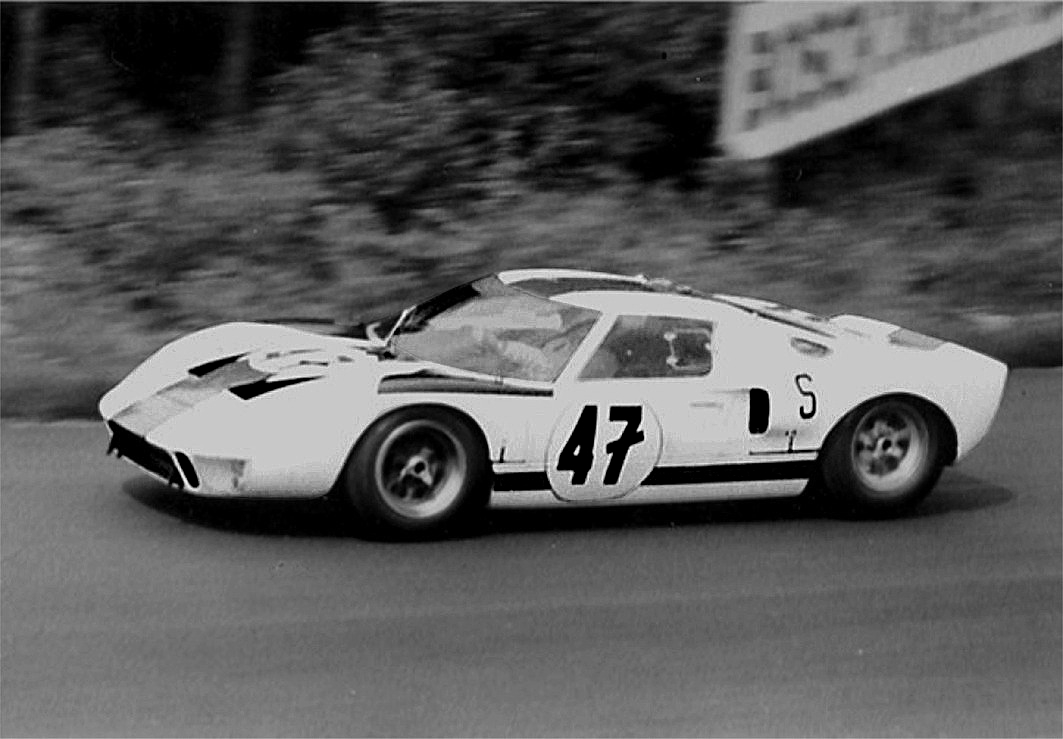
1966年ADAC1000 kmレースでのフォード・GT40
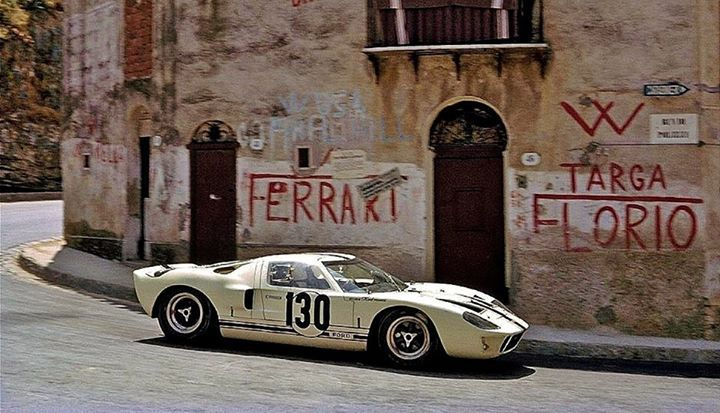
1967年タルガ・フローリオでのフォード・GT40
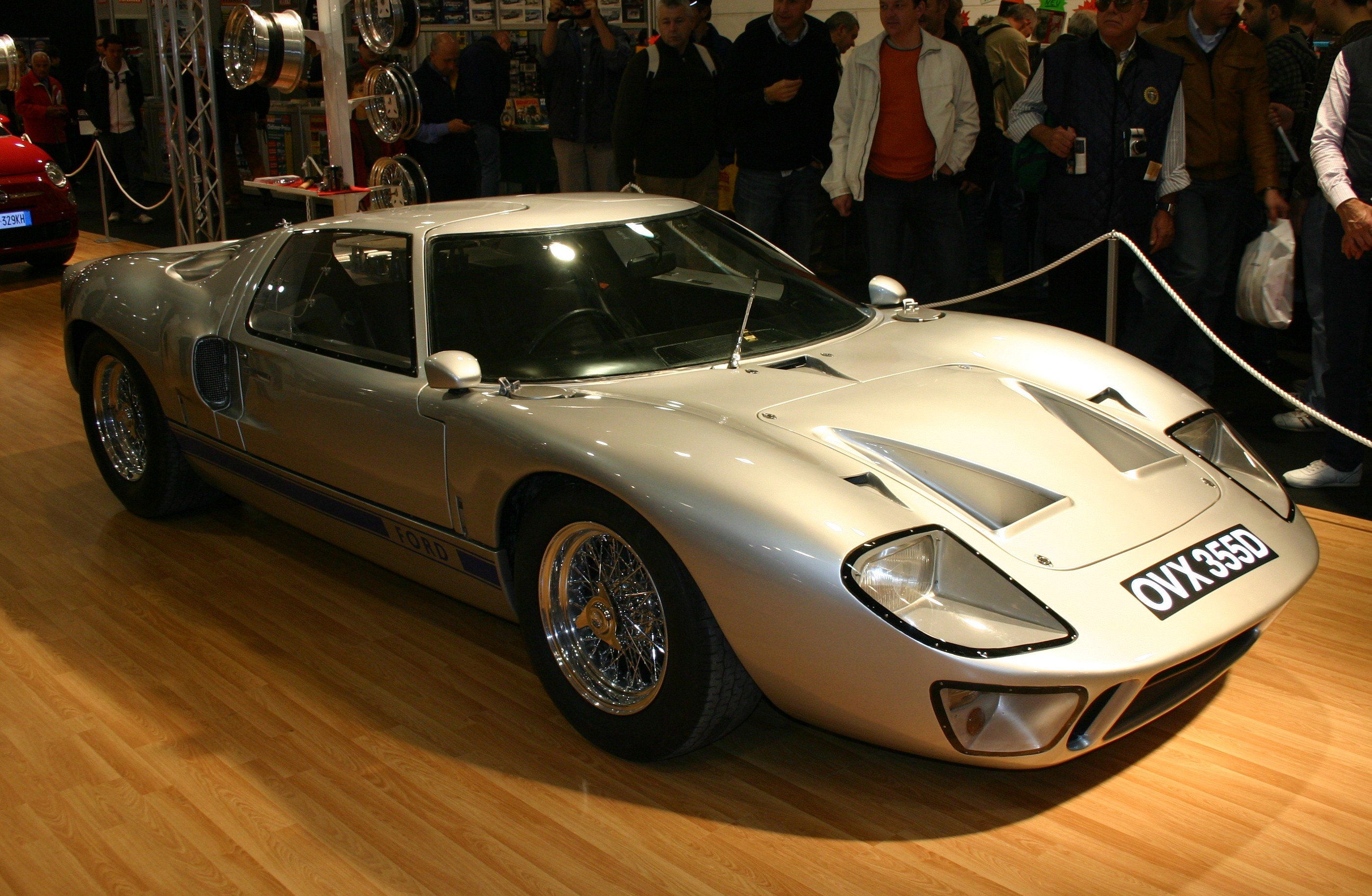
フォード・GT40乗用車仕様

#### コブラ289V8
(Cobra 289 V-8)
シェルビーアメリカンが1967年から1969年にかけてGT40マークIII用に7機製造した。これはシェルビー・GT350のエンジンと基本的に同じであり、ホーリー・4バレルキャブレターを備え、HPよりも出力価を上げている。トランスミッションはZF・5速フルシンクロトランスアクスルである。
| 圧縮比                                                 | 10.50: 1 (スーパープレミアムガソリン指定)           |
| 燃料供給装置 (型式) 定格流量 立方フィート毎分 (kL/min) | 4バレルキャブレター (ホーリー・4150) 715 CFM (20.2) |
| グロス最高出力 英馬力 (kW) @ rpm                       | 306 (228) @ 6000                                    |
| グロス最大トルク ポンドフィート (N⋅m) @ rpm            | 329 (446) @ 4200                                    |
| トランスミッション                                     | ZF・トランスアクスル5速フルシンクロ                 |

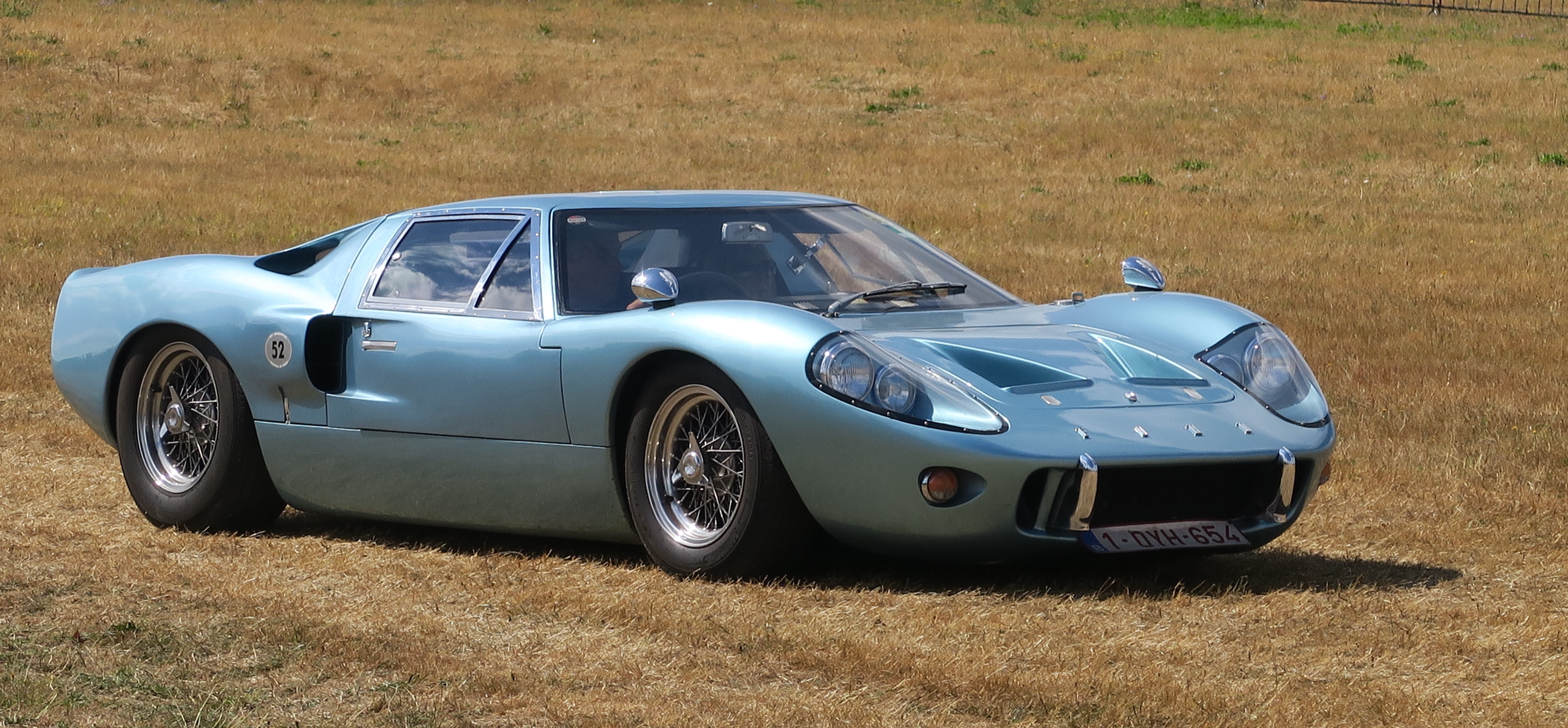
フォード・GT40マークIII
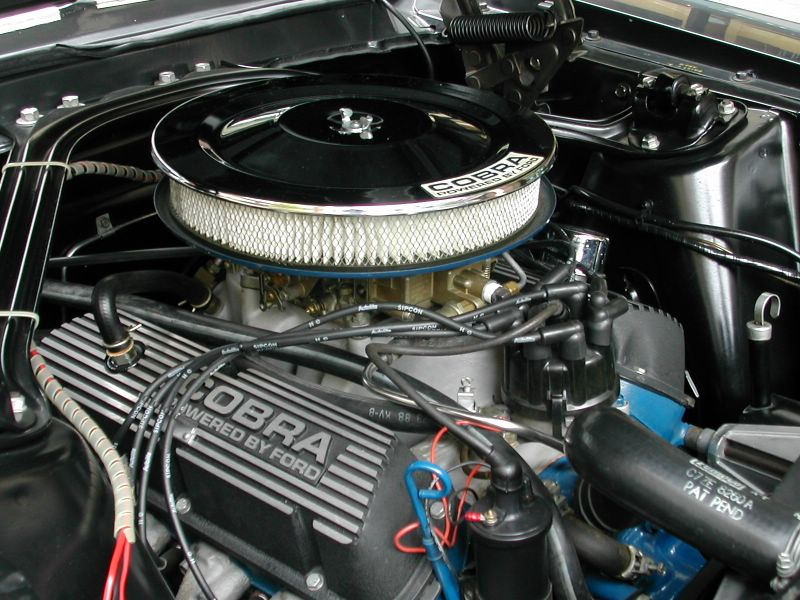
シェルビー・GT350のコブラ289V8

### チャレンジャー302V8/5.0リッター
(Challenger 302 V-8/ 5.0 Liter)

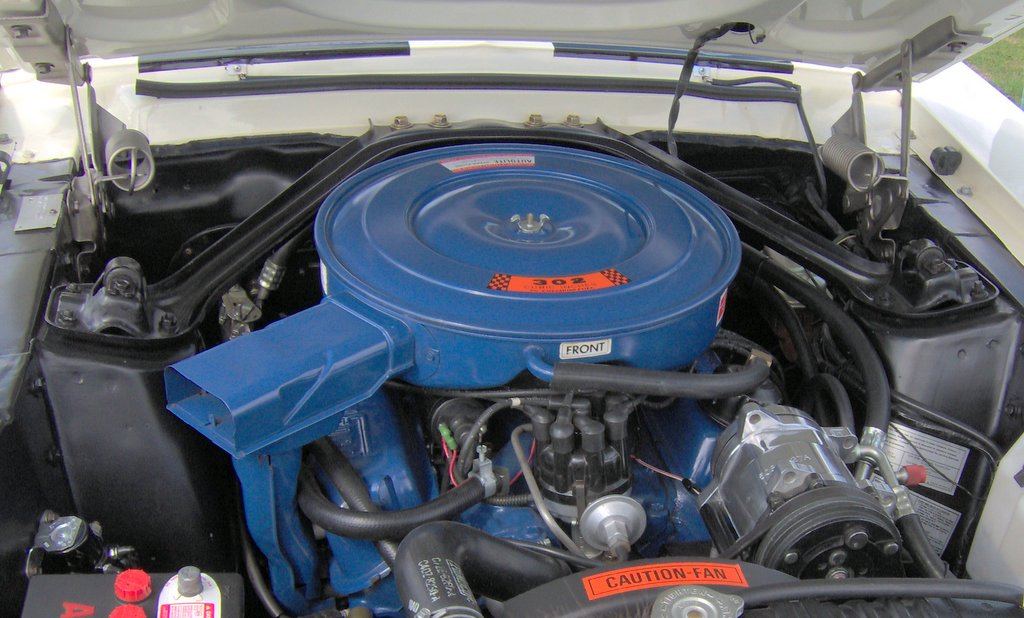
チャレンジャー302V8

289のピストン行程を延伸した排気量増加型である。1967年9月に実用化された。クランクシャフトとコネクティングロッドがそれまでの型式と異なる。2バレルキャブレター (2100) の基本型とプレミアムガソリン指定で4バレルキャブレター (4100) のチャレンジャー302スペシャルV8のほか、トランザム用のチャレンジャー302ハイパフォーマンスV8が限定製造された。SPは1年間で廃止された。
1968年9月からHPの後継機である302「ボス」V8 (302 "Boss" V-8) が実用化され、1970年まで製造された。
1972型式年度から最高出力の表示がネットに変わるが、それに加え以後10年間は主に排出ガス規制対策と自動車保険料から最高出力は低く抑えられた。この間1975年10月にキャブレター (2スロート1ステージ) が可変エアブリード式 (2150) となり、1978年10月には各所センサー情報を基に電子的にエンジンを集中制御するEEC (Electronic Engine Control) が導入された。また同時にフォード独自の2スロート可変ベンチュリ式 (Variable Venturi, VV) キャブレター (2700、以下、VVキャブレター) が加わり、仕向け地 (州、輸出先) の排出ガス規制法などを鑑みて装備されるようになった。翌年にVVキャブレターはEECと統合されフィードバックキャブレターとなった。
1981年9月から5.0リッターハイアウトプット (5.0 Liter High Output, H.O., 以下、HO) が1982型式年度のフォード・マスタングとマーキュリー・カプリ専用で追加された。構成は基本型と大差ないが、最高出力は19パーセント (%) 増の157英馬力 (117 kW) となり、規制克服を象徴した。
1982年9月から小型トラック用を除き乗用車用の基本型はキャブレターに替えてEECと統合されたスロットルボディ噴射式 (以下、TBI) のEFI (Electronic Fuel Injection) となった。HOはキャブレターを一次ブースターベンチュリに環状放出式を採用した4バレル (ホーリー・4180 定格流量600立方フィート毎分 (17.0 kL/min)) に変更された (5.0リッター4V HO)。また1982年9月から1984年10月まで、フォード・LTDクラウンビクトリアなどにTBIの5.0リッターEFI HOが用意された。

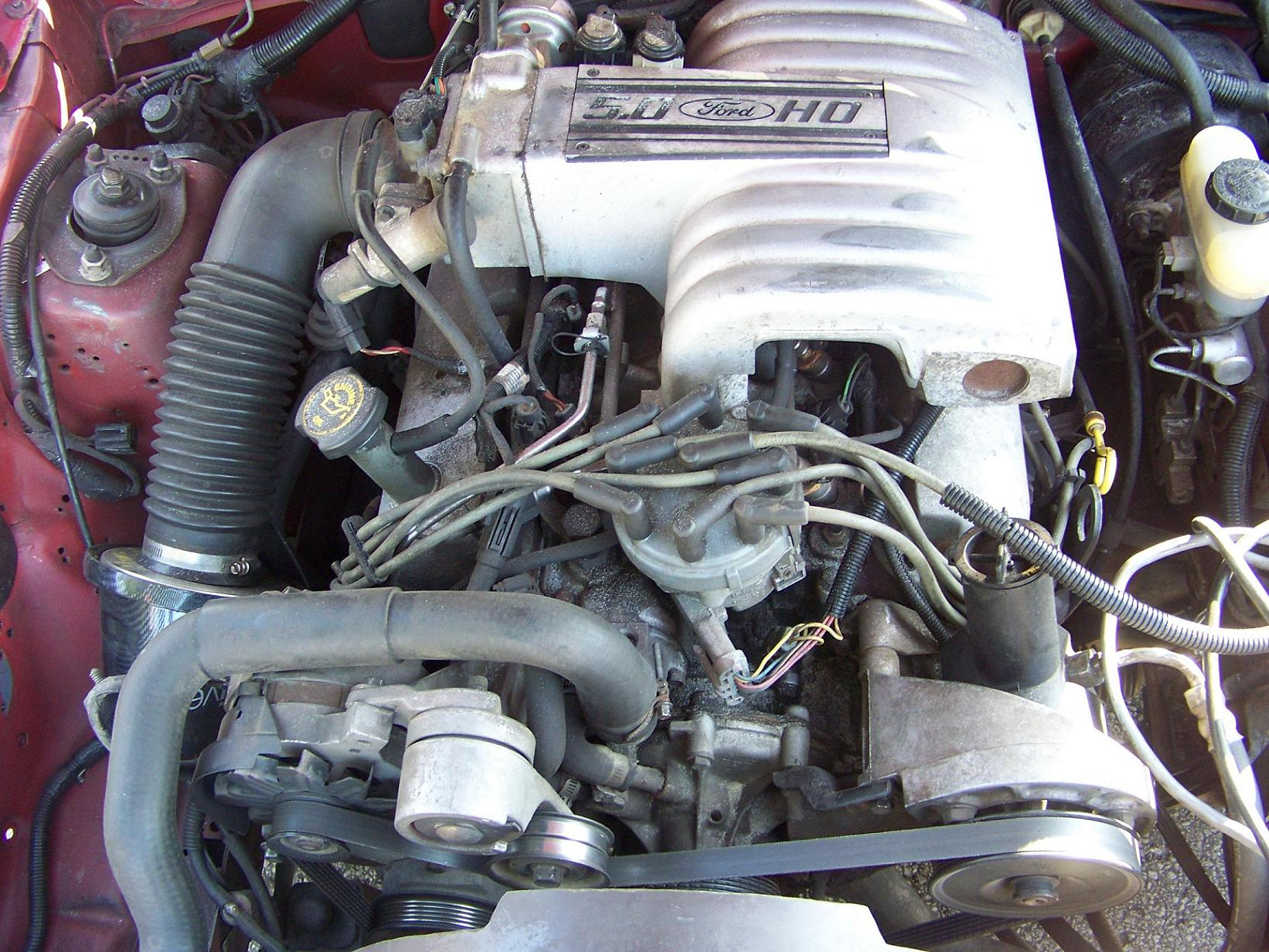
5.0HOシーケンシャルEFIエンジン

1985年10月から燃料供給方式は基本型とHOいずれもシーケンシャル噴射式のEFIとなり、1991年を以て基本型が一旦廃止された。
1993型式年度には出力でHOを上回る5.0リッターコブラ (5.0 Liter Cobra, 以下、コブラ) が追加された。コブラにはGT40用のシリンダーヘッドが採用されている。1994型式年度からマスタングを除く全乗用車は新世代エンジンに代替されたため、マスタング専用エンジンとして基本型 (前年度までのHO) とコブラの2本立てとなり、1995型式年度を最後にマスタングからも廃止された。それ以降米国においては基本型のみ大型SUV用として2001年まで生産された。また、豪州法人では乗用車用に1991年から現地生産しており、生産終了は2002年であった。
| デッキ高 インチ (cm)                        | 8.21 (20.85) |
| 総排気量 立方インチ (cm3)                   | 301.6 (4942) |
| シリンダー内径×ピストン行程 インチ (cm)     | 4.00 (10.16) × 3.00 (7.62) |
| 圧縮比                                      | 基本型 1968年 9.00: 1, 1969年-1970年 9.50: 1, 1971年 9.00: 1, 1972年 8.50: 1, 1973年 8.00: 1, 1977年-1991年 8.40: 1 SP 10.00: 1 HO 1982年-1985年 8.40: 1, 1986年 9.20: 1, 1987年-1993年 9.00: 1 コブラ 9.00: 1 基本型 1994年 |
| グロス最高出力 英馬力 (kW) @ rpm            | 基本型 1968年 210 (157) @ 4400, 1969年-1970年 220 (164) @ 4600, 1971年 210 (157) @ 4600 SP 230 (172) @ 4800 |
| グロス最大トルク ポンドフィート (N⋅m) @ rpm | 基本型 1968年 300 (407) @ 2600 SP 310 (420) @ 2800 |
| ネット最高出力 英馬力 (kW) @ rpm            | 基本型 1972年-1991年 129 (96) @ 3200 - 150 (112) @ 3200 HO 1982年 157 (117) @ 4200, 1983年-1984年 4V HO 175 (130) @ 4200, 1985年 4V HO 210 (157) @ 4400,1986年 200 (149) @ 4000, 1987年-1992年 225 (168) @ 4000, 1993年 215 (160) @ 4200, 基本型 1994年-2001年 199 (148) @ 4200 - 215 (160) @ 4200 コブラ 1993年 235 (175) @ 4600, 1994年 240 (179) @ 4800 |
| ネット最大トルク ポンドフィート (N⋅m) @ rpm | 基本型 1976年-1991年 223 (302) @ 1600 - 270 (366) @ 2000 HO 1982年 240 (325) @ 2400, 1983年-1984年 4V HO 245 (332) @ 2400, 1985年 4V HO 270 (366) @ 3200,1986年 285 (386) @ 3000, 1987年-1992年 300 (407) @ 3200, 1993年 285 (386) @ 3400 基本型 1994年-2001年 270 (366) @ 2400 - 288 (390) @ 3300 コブラ 1993年 280 (380) @ 4000, 1994年 285 (386) @ 4000 |

#### 装備車種
- 1966-1970 フォード・フェアレーン
- 1966-1970 フォード・ファルコン
- 1968-1995 フォード・マスタング
- 1968-1974 フォード・ギャラクシー
- 1968-1997 フォード・Eシリーズ
- 1968-1986 フォード・LTD
- 1969-1991 フォード・カントリー・スクワイア
- 1969-1974 フォード・トリノ
- 1969-1996 フォード・Fシリーズ
- 1969-1996 フォード・ブロンコ
- 1971-1977 フォード・マベリック
- 1972-1979 フォード・ランチェロ
- 1975-1980 フォード・グラナダ
- 1977-1981 1983-1988 1991-1993 フォード・サンダーバード
- 1977-1979 フォード・LTD II
- 1978-1979 フォード・フェアモント
- 1978-1991 フォード・LTDクラウンビクトリア
- 1996-2001 フォード・エクスプローラー
- 1968-1969 マーキュリー・サイクロン
- 1968-1976 マーキュリー・モンテゴ
- 1969-1991 マーキュリー・コロニーパーク
- 1969-1977 マーキュリー・コメット
- 1975-1980 マーキュリー・モナーク
- 1977-1981 1983-1988 1991-1993 マーキュリー・クーガー
- 1979-1986 マーキュリー・カプリ
- 1983-1991 マーキュリー・グランドマーキー
- 1979-1986 マーキュリー・マーキー
- 1997-2001 マーキュリー・マウンテニア
- 1977-1980 リンカーン・ベルサイユ
- 1980 1982-1987 リンカーン・コンチネンタル
- 1980-1983 コンチネンタル・マークVI
- 1984-1985 コンチネンタル・マークVII
- 1986-1992 リンカーン・マークVII
- 1981-1990 リンカーン・タウンカー
- 1984-1988 フォード・シエラ (南アフリカ)
- 1991-2002 フォード・ファルコン (オーストラリア)
- 1991-2002 フォード・フェアレーン/フォード・LTD (オーストラリア)

### FIAスポーツカー修正公認仕様
(フォード・GT40バリアント)
1968年1月にFIAの承認を取得するGT40変型 (バリアント) 用に、鋳鉄の純正シリンダーヘッドをアルミニウム合金の「ガー二ーウェズレイク」(Gurney-Weslake) シリンダーヘッドに替えたエンジンであり、これ以降に製造されたGT40用エンジン全てに適用される。このヘッドは米国のレーシングドライバー兼チーム所有者であるダン・ガーニーが英国の競技用エンジン製造者であるウェズレイク・リサーチアンドデベロップメントに要請して製造されたものである。吸気ポートが純正品比で11度起立し、断面は終始円形のままプッシュロッドを回避せず直線的であり、吸気マニホールドも長さと曲がりが局限され効率がよかった。またアルミニウム合金の高い熱伝導率から圧縮比を高められた。
まず289が承認され、同年5月に進化型 (エボリューション) として302立方インチクランクシャフトセットが承認された。なお、バリアント承認よりも前に製造されたGT40であってもエボリューション部品に替えることは認められるため、これ以降、競技参加する古い車両には純正ヘッドの302仕様が散見されるようになる。
289 (寸度諸元はチャレンジャー289V8に同じ)
- 燃料供給装置 2バレルキャブレター (ウェーバー・48IDA) 4基
- 圧縮比 10.40: 1
- 公称最高出力 400英馬力 (298 kW)

302 (同チャレンジャー302V8に同じ)
- 燃料供給装置 289に同じ
- 圧縮比  10.60: 1
- 公称最高出力  412英馬力 (307 kW)

1968年のメイクス国際選手権では10大会のうちル・マン24時間を含め5大会で総合優勝し、フォードはメイクスチャンピオンとなった。GT40の運用6年目となる1969年の同選手権では、相対的な競争力の衰えが否めなかったが、それでもル・マン24時間を含め2大会で総合優勝した。

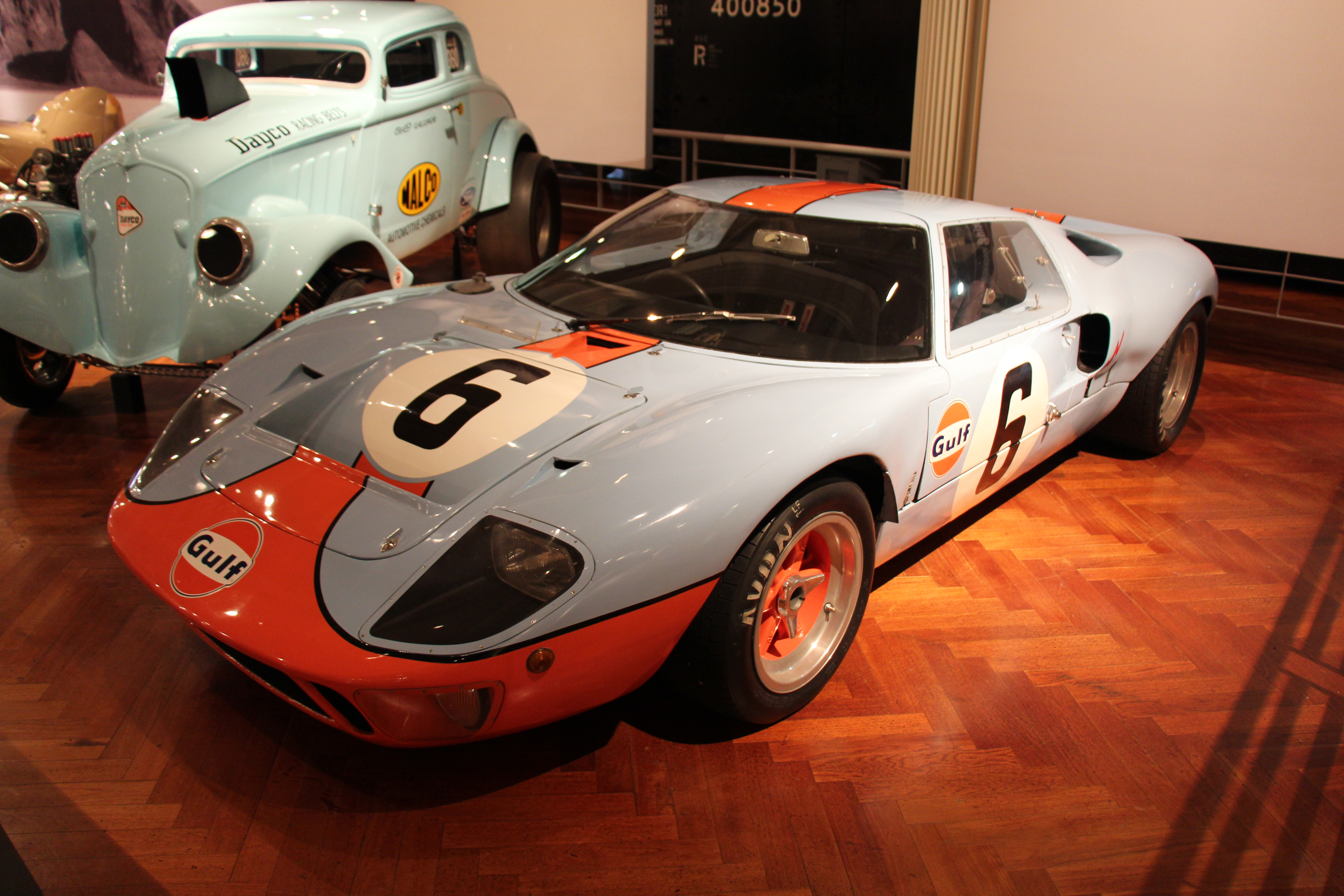
1969年ル・マン24時間優勝車

### チャレンジャー302ハイパフォーマンスV8
(Challenger 302 High-Performance V-8)
RX-395の社内呼称で開発されたトランザム用の特殊エンジンである。1968年早々にFIAツーリングカー (当時グループ2) の公認を取得するマスタングGT (公認名称、フォード・1968マスタングGpII302) 用に前年8月から11月にかけて1,000機製造された。
プッシュロッド「インディアナポリス」で原概念が初めて試みられ、NASCARグランドナショナル選手権 (NASCAR Grand National Championship) やル・マン24時間などの製造者国際トロフィー (Trophée International des Constructeurs) で実績を上げていたトンネルポートシリンダーヘッドを採用している。これは吸気ポートをプッシュロッドに構わず円形断面のまま燃焼室まで最短距離で到達させる手法であり、このためプッシュロッドを通す鞘管が吸気ポートを縦に貫通している。シリンダーブロックはGT40用を流用し、メインベアリングキャップは4ボルト式である。また、フォード・インディアナポリスエンジンの知見を踏襲し、ドライデッキ式が採用されている。バルブリフターはソリッド型、燃料供給装置はデュアルクワッドである。
(寸度諸元はチャレンジャー302V8に同じ)
- 燃料供給装置 4バレルキャブレター (4300) 定格流量540立方フィート毎分 (15.3 kL/min) 2基
- 圧縮比 11.00: 1 (プレミアムガソリン指定)
- グロス最高出力 306英馬力 (228 kW)

1968年度のトランザムではキャブレターをホーリーのデュアルクワッドに替え、12.5対1の圧縮比などで500英馬力 (373 kW) 以上を発生した。しかしオーバルトラックやル・マン24時間サーキットなどの全開時間が長いコースで成功した手法をそのまま適用したため、最高出力は十分すぎるほど高かったが、逆に中低速トルクが細り、シリーズの多くのサーキットコースでは満足な成績を得られえず、運用はこの1季で終了した。

### 302「ボス」V8
(302 "Boss" V-8)

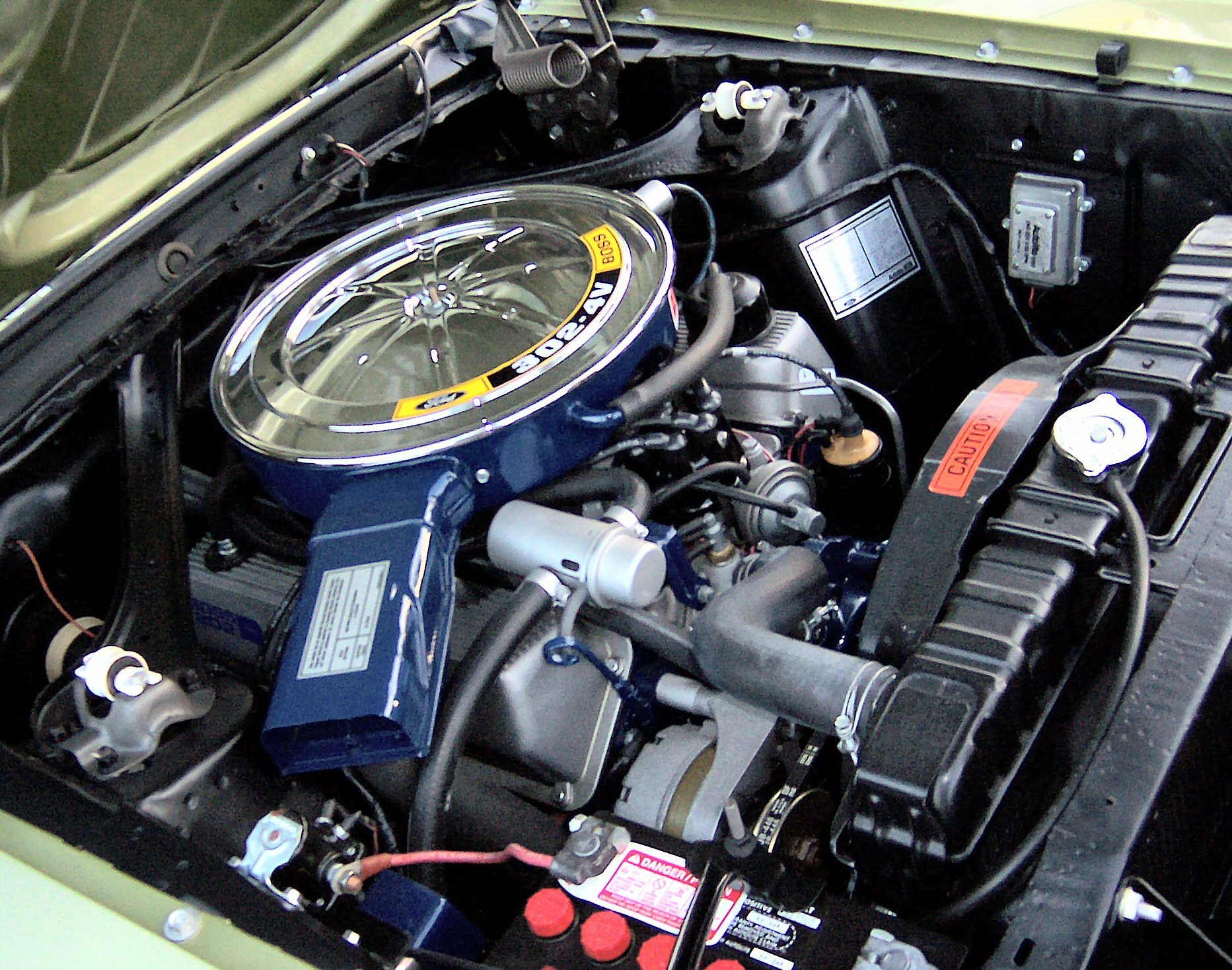
302「ボス」V8

302HPの後継機として開発されたトランザム用のエンジンである。1968年11月から翌年1月にかけ、FIAツーリングカー (当時グループ2) 公認を取得するボス302マスタング (公認名称、フォード・1969マスタングボス302) 用に1,000機製造され、1969年8月から12月にかけて再びFIAツーリングカー公認を取得するマスタングボス302 (公認名称、フォード・1970ボス302マスタング) 用に1,000機製造された。さらにトランザムの規則によりFIA公認取得後もマスタングボスと共に継続製造されたため、総製造機数は2年間で8,600機以上となり、HPとは異なり事実上の量産機である。その一部はマーキュリー・クーガーエリミネーターに転用された。なお、1968年12月からの2月間に1万車両製造され、FIA量産ツーリングカー (当時グループ1) に公認された同名車両のエンジンは通常の302V8である。
実用化を目前に控えたクリーブランドエンジンに採用されているポリアングルウェッジ燃焼室と傾斜バルブを備えたシリンダーヘッド (以下、クリーブランドヘッド) を採用している。これはポートが吸気、排気それぞれの方向へ寄せられ、通常では並行配置されるバルブは前後左右 (吸排気方向を縦とした場合) に角度を持たせることで、吸気ポートが短縮されプッシュロッドを回避する屈曲度合を緩和している。その他の構成はほぼHPと同一である。燃料供給装置は1969型式年度がホーリー・4バレルキャブレターで、競技用オプションがそれのデュアルクワッドである。1970型式年度はトランザムの規則変更によりデュアルクワッドを廃止した。また1969型式年度と1970型式年度では吸排気ポートの寸度が若干異なる。後者の方が吸気ポートの絞りがきつくなっており、排気バルブも小径化されている。
| 圧縮比                                                 | 1969年 10.5: 1, 1970年 10.6: 1 (いずれもプレミアムガソリン指定) |
| 燃料供給装置 (型式) 定格流量 立方フィート毎分 (kL/min) | 4バレルキャブレター (ホーリー・4150) 780 CFM (22.1)             |
| グロス最高出力 英馬力 (kW) @ rpm                       | 290 (216) @ 5800                                                |
| 最大トルク ポンドフィート (N⋅m) @ rpm                  | 290 (393) @ 4300                                                |

1969年のトランザムではHPに匹敵する505から510英馬力 (377 - 380 kW) の最高出力であったが、同一手法を用いたことで同じ轍を踏み、成績は芳しくなかった。1970年は最高出力を475英馬力 (354 kW) に抑えながら中低速トルクを太らせ、テクニカルコースで扱いやすくした。この手法は成功し、フォードは当季トランザムのマニュファクチャラーズチャンピオンとなった。

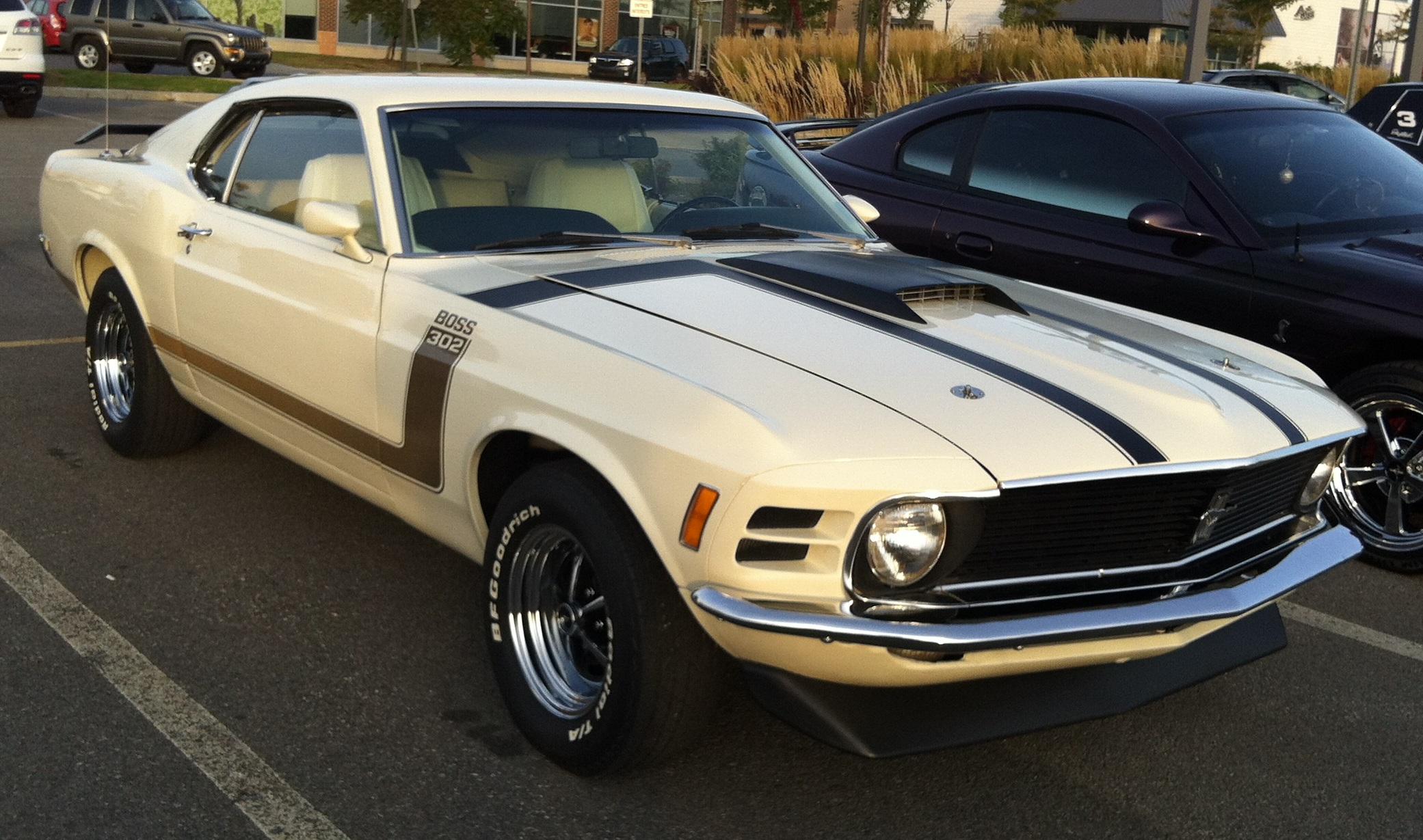
1970年型フォード・マスタングボス302
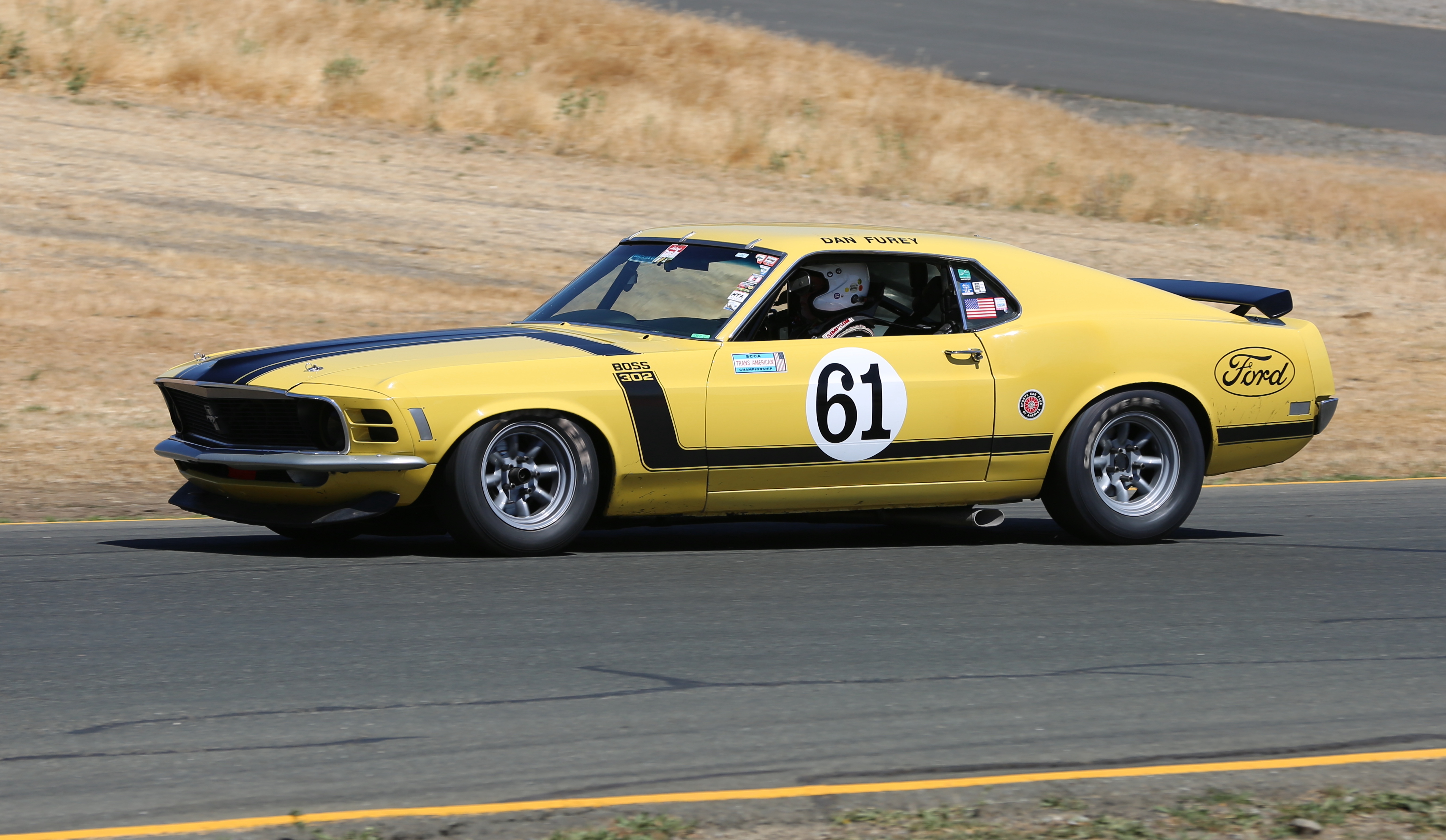
フォード・マスタングボス302 (トランザムレース仕様)
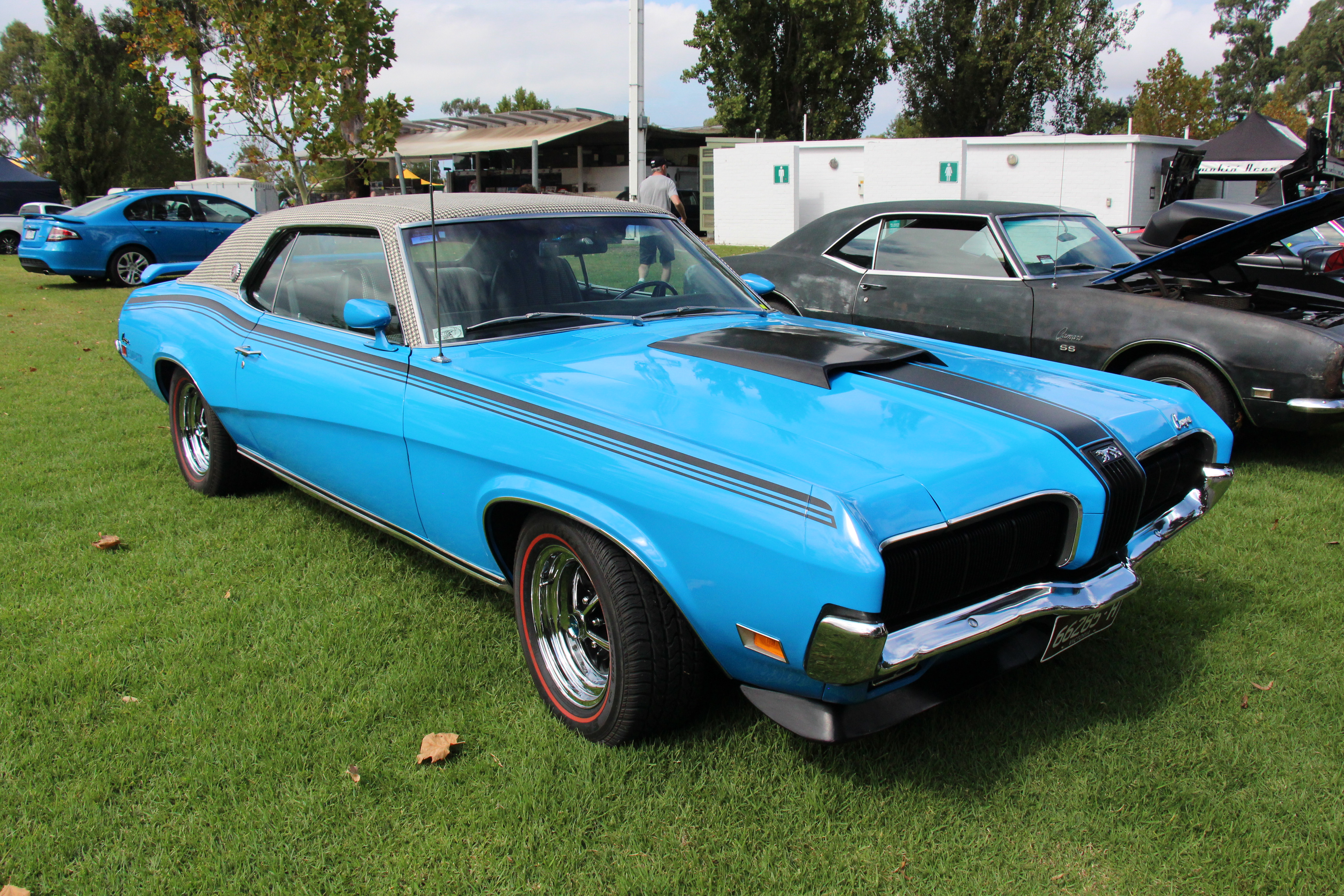
1970年型マーキュリー・クーガーエリミネーター

### 351V8/5.8リッター

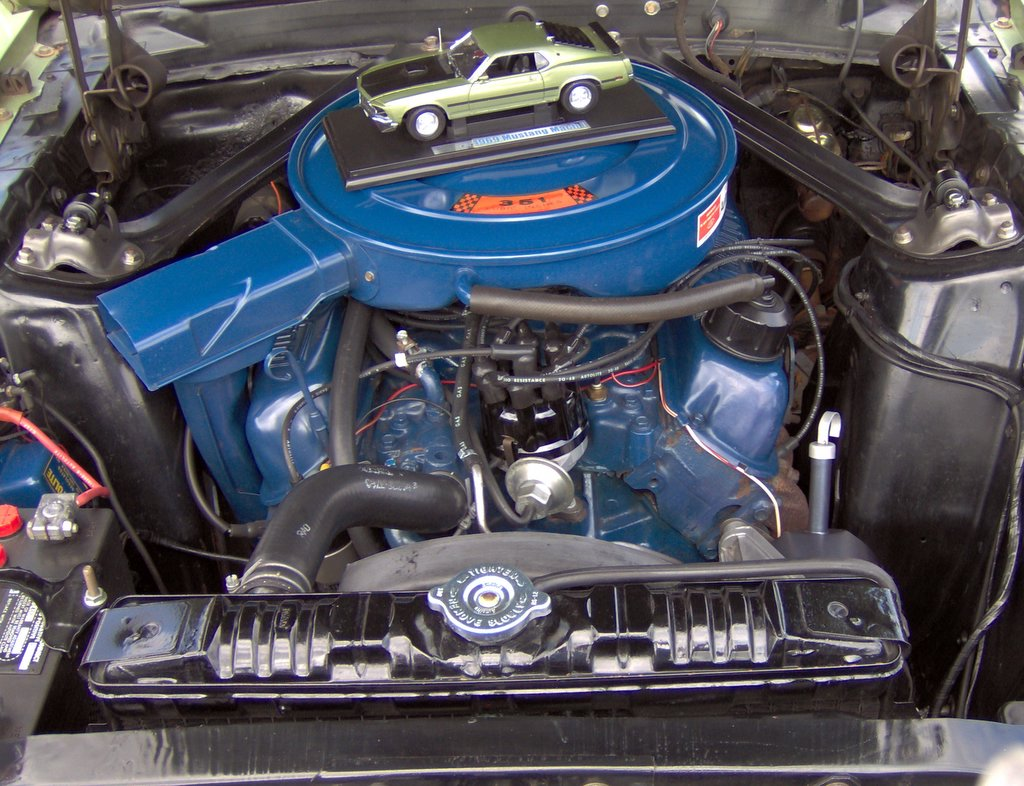
351V8

(351 V-8/ 5.8 Liter)
302のピストン行程を延伸した排気量増加型である。この型のみシリンダーデッキの高いブロックを用いている。1968年9月に実用化され、2バレルキャブレター (2100) の2V (V = Venturi) とプレミアムガソリン指定で4バレルキャブレター (4100) の4Vが設定されるが、翌年にクリーブランドエンジンが実用化されたため4Vは廃止された。なお、クリーブランドエンジンの351型とは基本寸度を同じくしていることから排気量が一致するため、生産拠点であるウィンザー (Windsor) の頭文字を付して351Wと呼ばれる場合もある。
1972型式年度から最高出力の表示がネットに変わるが、それに加え以後10年間は主に排出ガス規制対策と自動車保険料から最高出力は低く抑えられた。この間1975年10月にキャブレターを可変エアブリード式 (2150) に変更、1978年10月にEECを導入、1979年10月にキャブレターをEECと統合されたVVフィードバック型 (2700) に変更と、順次規制対策を追加、更新していった。
1979年10月から警察車両用に5.8リッターHOが追加された。構成は基本型と大差ないが、最高出力は14 %増の165英馬力 (123 kW) (1983年9月以降180英馬力 (134 kW)) である。
1981年9月以降乗用車から廃止され、基本型が大型SUVと小型トラック (およびバン)、HOがLTDクラウンビクトリアの警察車両用にそれぞれ専用となる。
1986年を最後にクラウンビクトリア警察車両用も廃止され、以降HOが基本型として1996年まで製造された。
| デッキ高 インチ (cm)                        | 1969年-1970年 9.48 (24.08), 1971年- 9.50 (24.13) |
| 総排気量 立方インチ (cm3)                   | 351.9 (5766) |
| シリンダー内径×ピストン行程 インチ (cm)     | 4.00 (10.16) × 3.50 (8.89) |
| 圧縮比                                      | 2V 1969年-1971年 9.50: 1, 1972年 8.30: 1, 1973年-1976年 8.00: 1, 1977年-1980年 8.30: 1, 基本型 1981年-1986年 8.30: 1 4V 10.70: 1 HO 1981年-1986年 8.30: 1, 基本型 1987年 |
| グロス最高出力 英馬力 (kW) @ rpm            | 2V 1969年-1971年 250 (186) @ 4600 4V 290 (216) @ 4800 |
| グロス最大トルク ポンドフィート (N⋅m) @ rpm | [ 注釈 26 ] |
| ネット最高出力 英馬力 (kW) @ rpm            | 2V/基本型 125 (93) @ 3200 - 153 (114) @ 3800 HO 1981年-1983年 165 (123) @ 3600, 1984年-1986年 180 (134) @ 3600, 基本型 1987年                                            |
| ネット最大トルク ポンドフィート (N⋅m) @ rpm | 2V/基本型 265 (359) @ 2000 - 291 (395) @ 1600 HO 1981年-1983年 285 (386) @ 2200, 1984年-1986年 290 (393) @ 2200, 基本型 1987年                                           |

#### 装備車種
- 1968-1974 フォード・ギャラクシー
- 1968-1970 フォード・マスタング
- 1969-1970 マーキュリー・クーガー
- 1969-1991 フォード・カントリースクワイア
- 1969-1970 フォード・フェアレーン
- 1970-1976 フォード・トリノ
- 1974-1976 フォード・エリート
- 1975-1996 フォード・Eシリーズ
- 1977-1979 フォード・LTD II
- 1977-1979 フォード・サンダーバード
- 1979-1996 フォード・ブロンコ
- 1979-1982 フォード・LTD
- 1979-1991 フォード・LTDクラウンビクトリア
- 1987-1997 フォード・Fシリーズ
- 1977-1979 マーキュリー・クーガー
- 1978 1986-1991 マーキュリー・コロニーパーク
- 1978-1982 マーキュリー・マーキー
- 1986-1991 マーキュリー・グランドマーキー
- 1980 コンチネンタル・マークVI

### 4.2リッター
(4.2 Liter)
5.0リッターのシリンダー内径を縮小した排気量削減型である。1979年10月にEECと可変エアブリード式またはVVフィードバックキャブレターを備えて実用化された。これはさらなる燃料消費率改善策として、排気量削減により軽量化したものであるが、2年後には5.0リッターの高出力仕様 (HO) が登場するなど、乗用車用エンジンがパワーを取り戻しつつある時流にそぐわなくなり、3年間で製造終了した。
| デッキ高 インチ (cm)                        | 8.21 (20.85)                          |
| 総排気量 立方インチ (cm3)                   | 255.3 (2183)                          |
| シリンダー内径×ピストン行程 インチ (cm)     | 3.68 (9.35) × 3.00 (7.62)             |
| 圧縮比                                      | 1980年 8.80: 1, 1981年-1982年 8.20: 1 |
| 燃料供給装置 (型式)                         | 2バレルキャブレター (2150または2700)  |
| ネット最高出力 英馬力 (kW) @ rpm            | 115 (86) @ 3400 - 122 (91) @ 3400     |
| ネット最大トルク ポンドフィート (N⋅m) @ rpm | 194 (263) @ 2200 - 209 (283) @ 2400   |

#### 装備車種
- 1980-1982 フォード・フェアモント
- 1980-1982 フォード・F-100/150
- 1980-1982 フォード・グラナダ
- 1980-1982 フォード・LTD
- 1980-1982 フォード・マスタング
- 1980-1982 フォード・サンダーバード
- 1980-1982 マーキュリー・カプリ
- 1980-1982 マーキュリー・クーガー
- 1980-1982 マーキュリー・マーキー
- 1980-1982 マーキュリー・ゼファー